# Mniszek pospolity
Mniszek pospolity, mniszek lekarski (Taraxacum officinale F.H. Wiggers coll., właśc. Taraxacum sect. Taraxacum) – określenie roślin z rodzaju mniszek, w zależności od ujęcia systematycznego stanowiące nazwę zbiorową drobnych gatunków z sekcji Taraxacum (= Vulgaria, Ruderalia) lub odnoszące się do jednego gatunku występującego na niewielkim obszarze w Skandynawii – T. campylodes. W dominującym znaczeniu są to mniszki z sekcji obfitującej w drobne, apomiktyczne gatunki. W samej Europie opisano ich ponad tysiąc, w tym w Polsce ponad 200, a występują także w Azji i północnej Afryce. Zawleczone zostały na wszystkie inne kontynenty. Poza Europą dane o poszczególnych taksonach są bardzo fragmentaryczne. Rośliny te rosną na siedliskach ruderalnych, na łąkach i murawach, w uprawach i widnych lasach. Są wykorzystywane jako rośliny jadalne, pastewne, miododajne i lecznicze. W uprawach uznawane za chwasty.

## Systematyka
Taraxacum officinale to nazwa naukowa opublikowana w 1780 r. przez Friedricha Heinricha Wiggersa (1746–1811) dla taksonu opisanego wcześniej przez Karola Linneusza jako Leontodon taraxacum (Sp. Pl. 2: 798. 1753). W niektórych bazach danych taksonomicznych autorstwo diagnozy taksonomicznej przypisywane jest błędnie Weberowi (Weber ex Wiggers), który wzmiankowany jest w publikacji Wiggersa jednak tylko w podziękowaniach. Określenie zaproponowane przez Linneusza musiało zostać zmienione, ponieważ było synonimem. Nazwa Leontodon taraxacum, a w konsekwencji też Taraxacum officinale, odnosiła się do wszystkich roślin z rodzaju Taraxacum znanych w XVII wieku w Europie. Nazwa ta definiuje zatem tzw. gatunek zbiorowy obejmujący rozmaite drobne gatunki mniszków. W celu lektotypizacji, czyli wskazania typu nomenklatorycznego, zaproponowano w 2011 roku, że chodzi o mniszki występujące w Czechach, na Łużycach i Danii (Dens leonis latiore folio Bauh., In Lusatia, Bohemia, Dania). Diagnoza odnosi się do sekcji Taraxacum (= Vulgaria Dahlst, Ruderalia Kirschner, H. Øllgaard & Stepanek). W związku z szerokim ujęciem diagnozy taksonomicznej Taraxacum officinale zaleca się odstąpienie od używania tej nazwy na rzecz stosowania nazw sekcji i poszczególnych drobnych gatunków.
Alternatywnym rozwiązaniem przyjmowanym w niektórych bazach danych taksonomicznych (np. The Plant List) jest propozycja z 1985 roku wskazująca jako lektotyp dla nazwy Taraxacum officinale jeden z drobnych gatunków z sekcji Crocea o bardzo ograniczonym zasięgu w Skandynawii, noszący nazwę Taraxacum campylodes G.E.Haglund. Przy takim ujęciu nazwa T. officinale jest synonimem tego drobnego gatunku endemicznego dla Szwecji i Norwegii. Rozwiązanie to skutkowało uznaniem sekcji Crocea za typową dla rodzaju (=Taraxacum) i zostało skrytykowane jako odbiegające od rzeczywistego zakresu stosowania nazwy T. officinale.
Sekcja Taraxacum (= Vulgaria Dahlst, Ruderalia Kirschner, H. Øllgaard & Stepanek), do której odnosi się nazwa zbiorowa T. officinale, jest jedną z około 50–55 sekcji w obrębie rodzaju Taraxacum. Sekcja ta należy do najmłodszych i najbardziej zróżnicowanych linii rozwojowych w obrębie rodzaju. Jest to jedna z dwóch sekcji (obok Erythrosperma), która ma w Europie szeroko rozpowszechnionych przedstawicieli rozmnażających się zarówno seksualnie, jak i apomiktycznie.
Drobne gatunki apomiktyczne (agamiczne) wyróżniane w obrębie sekcji Taraxacum cechują się niewielkimi, ale bardzo stałymi różnicami. Ich rozróżnianie jest trudne, wymaga specjalistycznej wiedzy, doświadczenia oraz dostępu do egzemplarzy porównawczych. Rejestr tych gatunków prowadzony jest w bazie danych „Global Compositae Checklist”.
Ponieważ nazwa Taraxacum officinale jest wyjątkowo nieprecyzyjna i może oznaczać:
- gatunek zbiorowy[18],
- sekcję Taraxacum[18],
- drobny gatunek Taraxacum campylodes G.E.Haglund z sekcji Crocea o bardzo ograniczonym zasięgu w Skandynawii[8]
- jakikolwiek gatunek należący do sekcji Taraxacum[18],
- jakiś bliżej niesprecyzowany gatunek rodzaju Taraxacum[18],

taraksakolodzy zalecają niestosowanie tego terminu, a w razie problemów z oznaczeniem danego osobnika do mikrogatunku, posługiwanie się poprawnymi systematycznie nazwami sekcji, np. Taraxacum sect. Taraxacum.

## Rozmieszczenie geograficzne
Rodzimy obszar występowania przedstawicieli sekcji Taraxacum obejmuje niemal całą Europę (bez krańców północnych – Svalbardu i Nowej Ziemi), północno-zachodnią Afrykę (wraz z wyspami Makaronezji) oraz Azję bez jej północnych i południowych krańców. Największe zróżnicowanie gatunkowe znajduje się w Europie, skąd opisano ok. tysiąc gatunków agamicznych. Poza tym kontynentem informacje o gatunkach z sekcji są bardzo fragmentaryczne. W Chinach potwierdzono przynależność do sekcji Taraxacum tylko jednego gatunku, jednak stan badań ocenia się jako niewystarczający do ustalenia rzeczywistej reprezentacji sekcji w Azji Wschodniej. Liczne drobne gatunki z tej sekcji zostały szeroko rozprzestrzenione, znacznie zwiększając obszar swojego występowania. Spotykane są na wszystkich kontynentach i na wielu wyspach, w tym w strefie subantarktycznej na Wyspach Kerguelena. Zasięgi poszczególnych gatunków agamicznych mogą być bardzo zróżnicowane, z powodu łatwego rozprzestrzeniania przez wiatr – mogą być bardzo rozległe.
W Polsce ocenia się, że na terenie całego kraju występuje w sumie co najmniej 200 drobnych gatunków reprezentujących sekcję Taraxacum (=Taraxacum officinale). Występują pospolicie na całym niżu i w niższych położeniach górskich.

## Morfologia

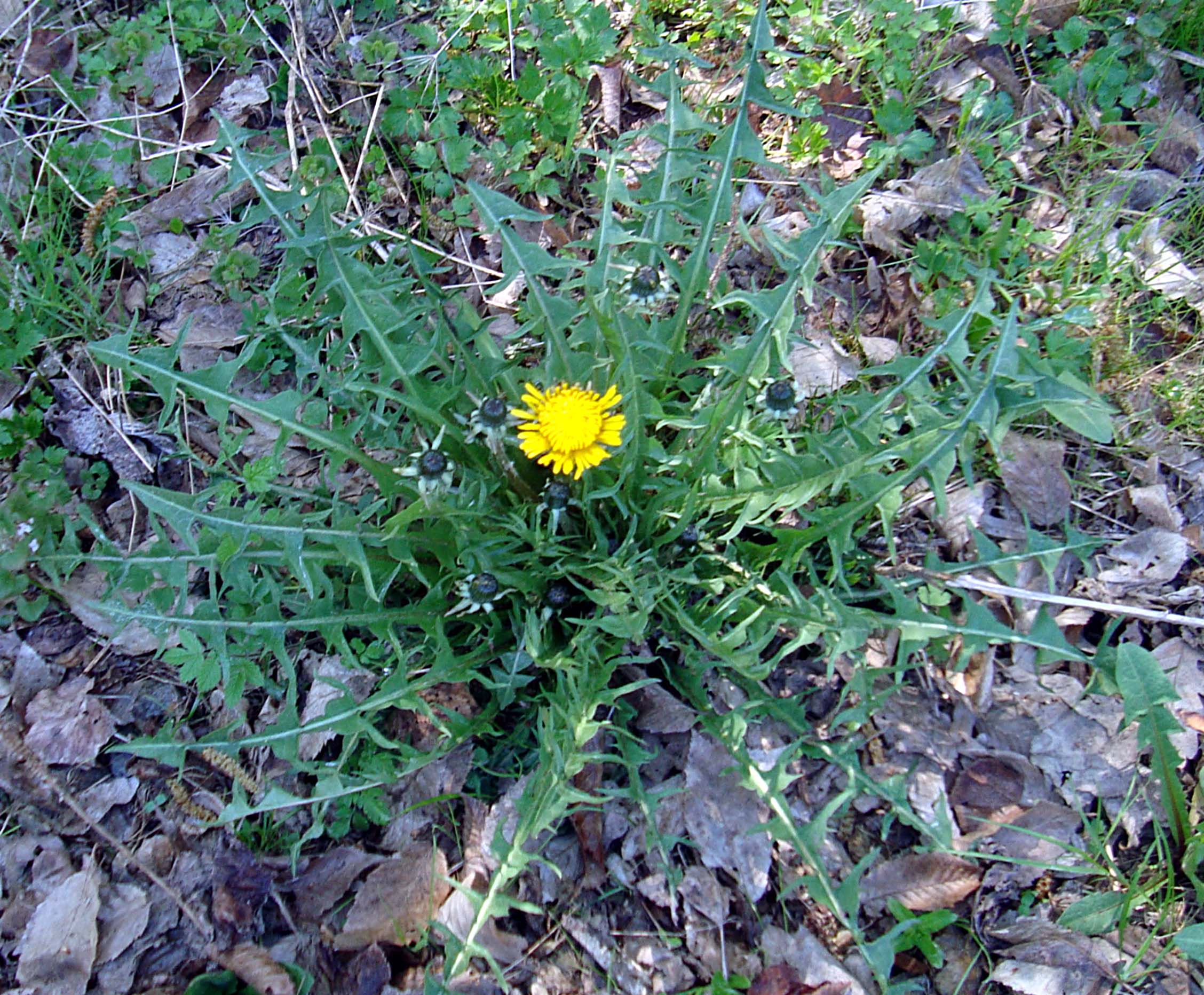
Różyczka liściowa i pokrój rośliny przed kwitnieniem

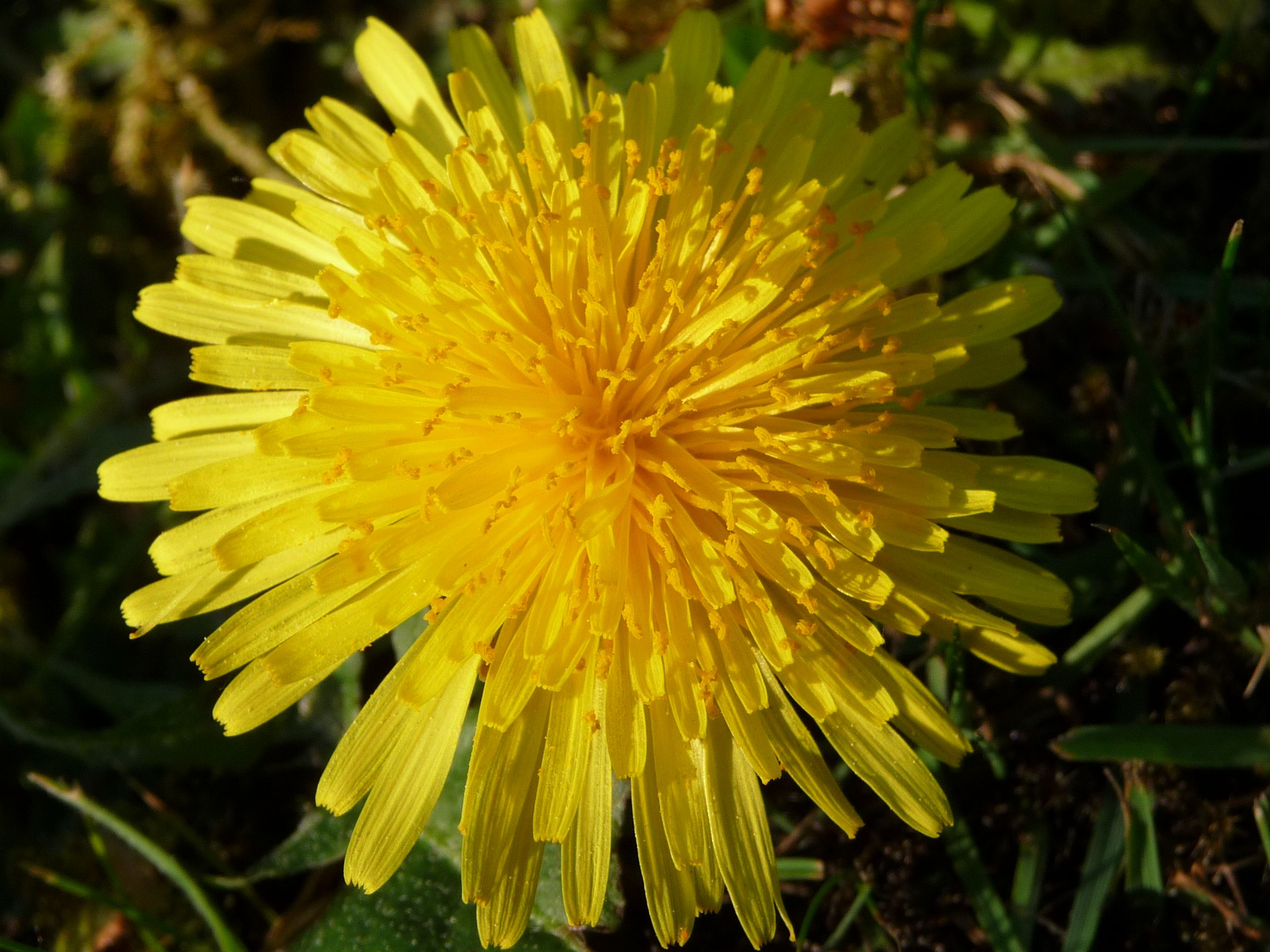
Kwiatostan

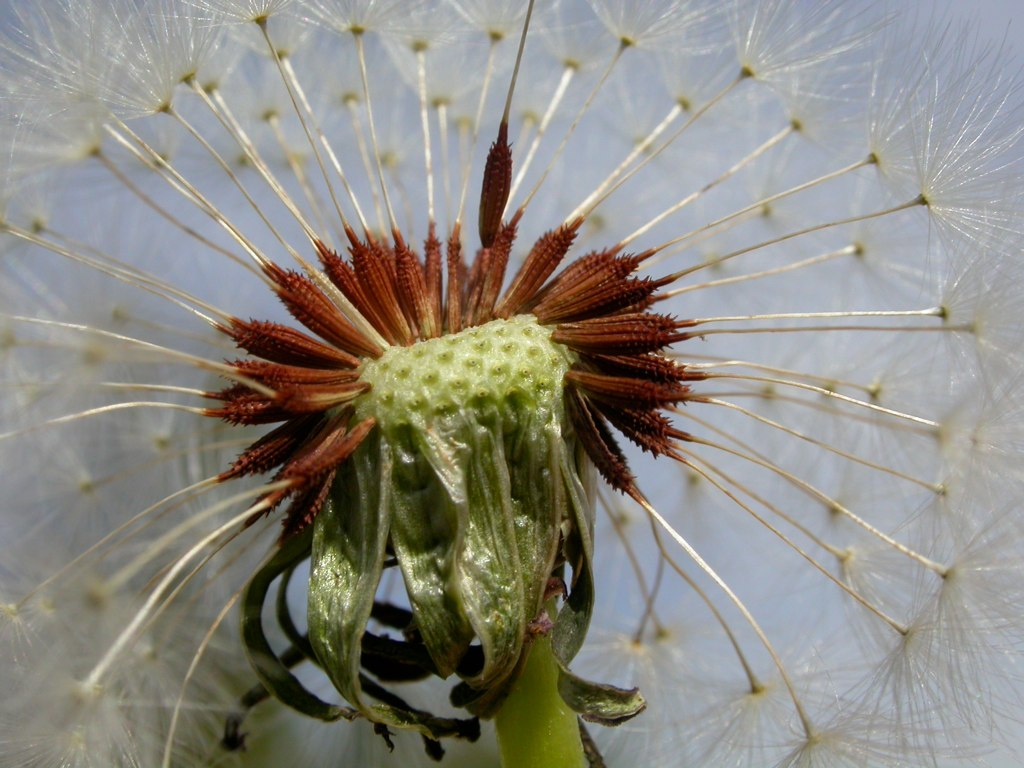
Owoce

KorzeńKorzeń główny ma 2–3 cm średnicy i 1–2 m długości, tworzy rozgałęzienia tylko w kamienistej glebie. Korzenie boczne wyrastają w dwóch rzędach w formie spirali schodzącej w dół zgodnie z ruchem wskazówek zegara. Mniej lub bardziej regularnie korzenie boczne występują na całej długości korzenia głównego.
ŁodygaWłaściwa łodyga jest bardzo skrócona i ukryta pod ziemią, wyrasta z niej rozeta liści i szypuły, na których wznoszą się pojedyncze kwiatostany. Szypuły są bezlistne, zwykle tęgie, dęte (puste w środku), w różnym stopniu owłosione, intensywniej zwykle bliżej szczytu. Podczas kwitnienia osiągają od 3 do 40 cm wysokości (najczęściej od 5 do 35), ale podczas owocowania wyrastają nawet do ponad 60 cm. Z jednej różyczki liściowej rozwija się od jednej do kilkunastu szypuł kwiatostanowych.
LiścieSą liczne i zebrane w przyziemną rozetę, w której obrębie mogą różnić się między sobą. Liście mają różny kształt także w zależności od pory roku – zwykle głębiej wcinane są te rozwijające się wiosną. Mogą być płasko rozpostarte na powierzchni ziemi lub wznosić się ku górze. Osiągają do 40 cm długości. Blaszka liściowa jest głęboko lub (rzadziej) płytko pierzasto wcinana, ma kształt podłużny, owalny, lancetowaty do lirowatego, u dołu zwęża się w ogonek oskrzydlony lub nie. Poszczególne klapy (nazywane tak niezależnie od tego, czy liść jest klapowany, podzielony lub sieczny) są przeważnie ząbkowane, odstające lub odgięte. Na powierzchni liście są nagie, skąpo owłosione, rzadko obficie.
Zróżnicowanie kształtów liści jest u mniszków wynikiem plastyczności fenotypowej i zależy także od wieku rośliny oraz liczby liści. Młodsze liście mają gładsze brzegi, a starsze są głębiej wcinane. Wraz ze wzrostem liczby liści spada stosunek ich długości do szerokości. W gorszych warunkach świetlnych liście są słabiej wcinane, a klapy bardziej zaokrąglone, podczas gdy rośliny rosnące w miejscach silnie nasłonecznionych mają blaszkę głęboko wcinaną, z wąskimi i liczniejszymi klapami. W dobrych warunkach świetlnych zmniejsza się także stosunek długości do szerokości liści.
KwiatyObupłciowe, języczkowe, skupione na szczycie szypuł kwiatostanowych w pojedyncze koszyczki. Koszyczki osiągają zwykle od 2,5 (rzadziej od 1,5) do 6 (rzadko 7) cm średnicy. Podczas kwitnienia koszyczki są rozwarte, płaskie lub wypukłe (bardzo rzadko zdarzają się koszyczki kuliste, które w obrębie rodzaju stwierdzono dotąd tylko w tej sekcji). Okrywa koszyczka ma kształt dzwonkowaty do cylindrycznego, osiąga średnicę od 0,8 do 4 cm. Złożona jest z kilku szeregów równowąskich lub lancetowatych listków. Zwykle są one zielone, rzadziej nieco czarniawe lub nabiegłe purpurowo, często natomiast ich końce są czarniawe lub purpurowe. Listki te osiągają szerokość od 1 do 6 mm, są wąsko obrzeżone lub niewyraźnie, a nawet wcale. Zewnętrzne listki okrywy (ang. calyculi) wyrastające w 2–3 rzędach w liczbie (6–)8–18(–20) charakterystycznie odginają się łukowato w czasie kwitnienia i dojrzewania owoców. Wewnętrzne listki okrywy (ang. phyllaries) występują w liczbie 7–25 w 2(–3) rzędach. Są wzniesione podczas rozwijania się kwiatostanu otulając pąki kwiatowe i później podczas kwitnienia (czasem się nieco rozchylają). Odginają się całkiem do tyłu po dojrzeniu owoców.
Kwiatów w koszyczku jest (20)100–150(300). Wyrastają ze spłaszczonej i nagiej na szczycie osi kwiatostanu. Pąki kwiatowe powstają w obrębie merystemu wierzchołkowego prawoskrętnie i w efekcie kwiaty ułożone są od zewnątrz do środka wzdłuż spiralnych linii (parastychów) układając się w okręgi składające się z 34 kwiatów. W miarę zbliżania się do środka kwiatostanu i ścieśniania okręgów regularność układu maleje (rosną wahania kąta dywergencji między kwiatami).
Płatki korony poszczególnych kwiatów języczkowych są zrośnięte, jasnożółte lub złocistożółte, czasem ich końcowe ząbki są czerwone, przez co cały kwiat i koszyczek może być pomarańczowożółty. Kwiaty znajdujące się na obwodzie koszyczka z reguły są dłuższe od środkowych, płatki korony mają zrośnięte w płaski lub rynienkowaty języczek, od zewnątrz ozdobiony ciemniejszym paskiem. Pręciki są zrośnięte w pierścień, pylniki są żółte, rzadko ciemniejsze, otwierają się do wnętrza kwiatu. Znamiona słupka wyrastają ponad rurkę korony i mają barwę od żółtej do czarniawej, najczęściej w odcieniach szarości. Są rozwidlone, a ich powierzchnia sekrecyjna (będąca akceptorem pyłku) wykształca się po wewnętrznej (doosiowej) stronie znamion.
Wzór kwiatowy:
|  |  | {\displaystyle \uparrow K_{\infty }\;C_{(5)}\;A_{(5)}\;G_{({\overline {2}})}} |

OwoceNiełupki długości od 2,8 do 5,2 mm (najczęściej 3–4,5 mm) są odwrotnie lancetowate, 4-groniaste – o przekroju rombowym, zawsze w górze nieco kolczaste. Kolor mają najczęściej słomkowy, rzadziej oliwkowy, brązowy, czerwonawy lub szary. Owoc na powierzchni jest żeberkowany (żeber jest do ok. 15). W szczytowej części owoce są nagle zwężone i zwieńczone cylindryczną lub stożkowatą piramidką. Osiąga ona od 0,3 do 0,8, rzadko nawet do 1,5 mm długości. Na szczycie przechodzi we włosowato cienki dzióbek o długości od 7 do 12 mm (2–3 razy dłuższy od owocu). Na końcu dzióbka znajduje się biały puch kielichowy zwiększający powierzchnię lotną owocu. Składa się on z 50 do ponad 100 delikatnych, nierozgałęzionych rzęsek o równej długości. Owoce po dojrzeniu odsłaniane są przez rozchylające się listki okrywy tworząc puszystą kulę (tzw. dmuchawiec).

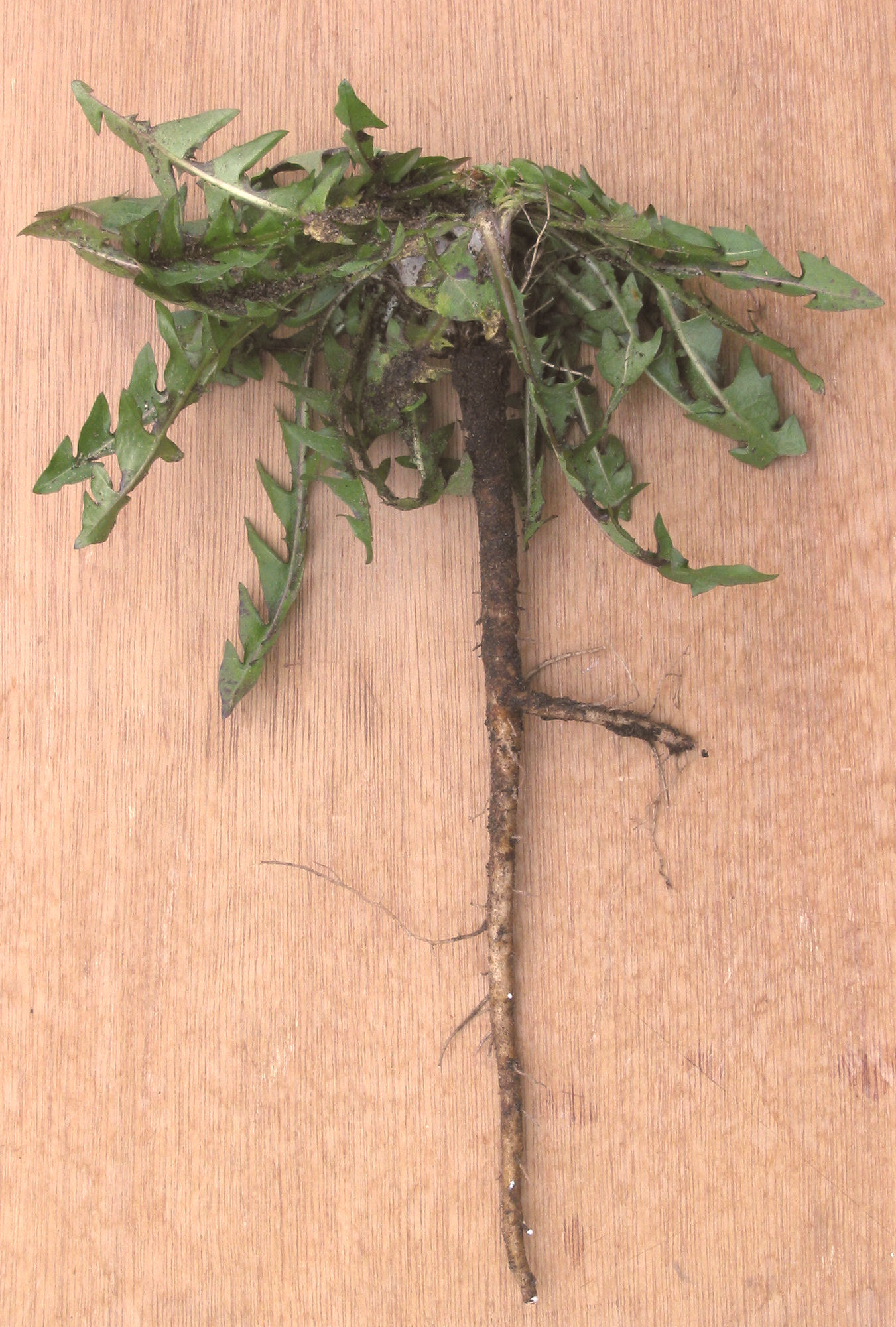
Korzeń spichrzowy
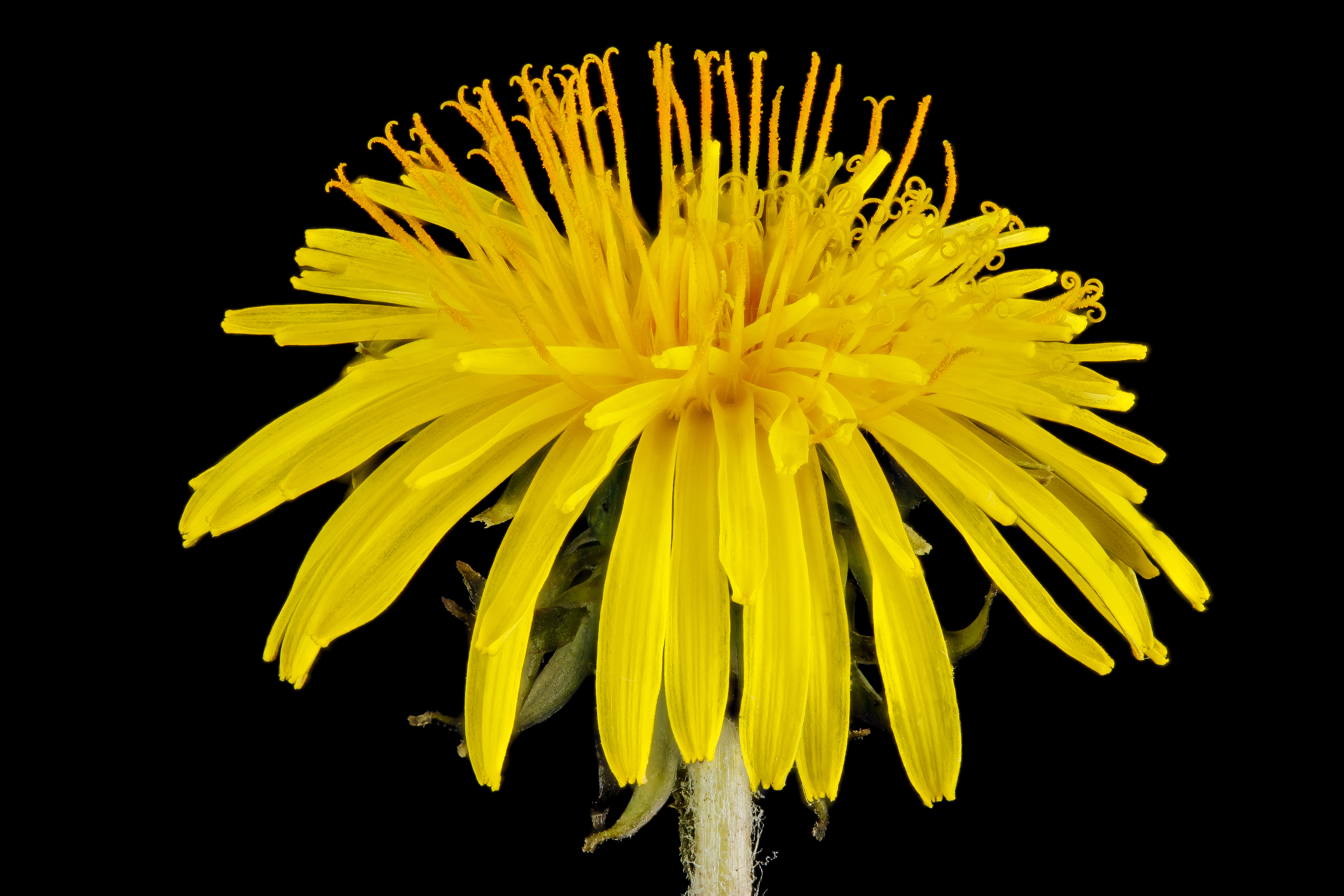
Kwiatostan
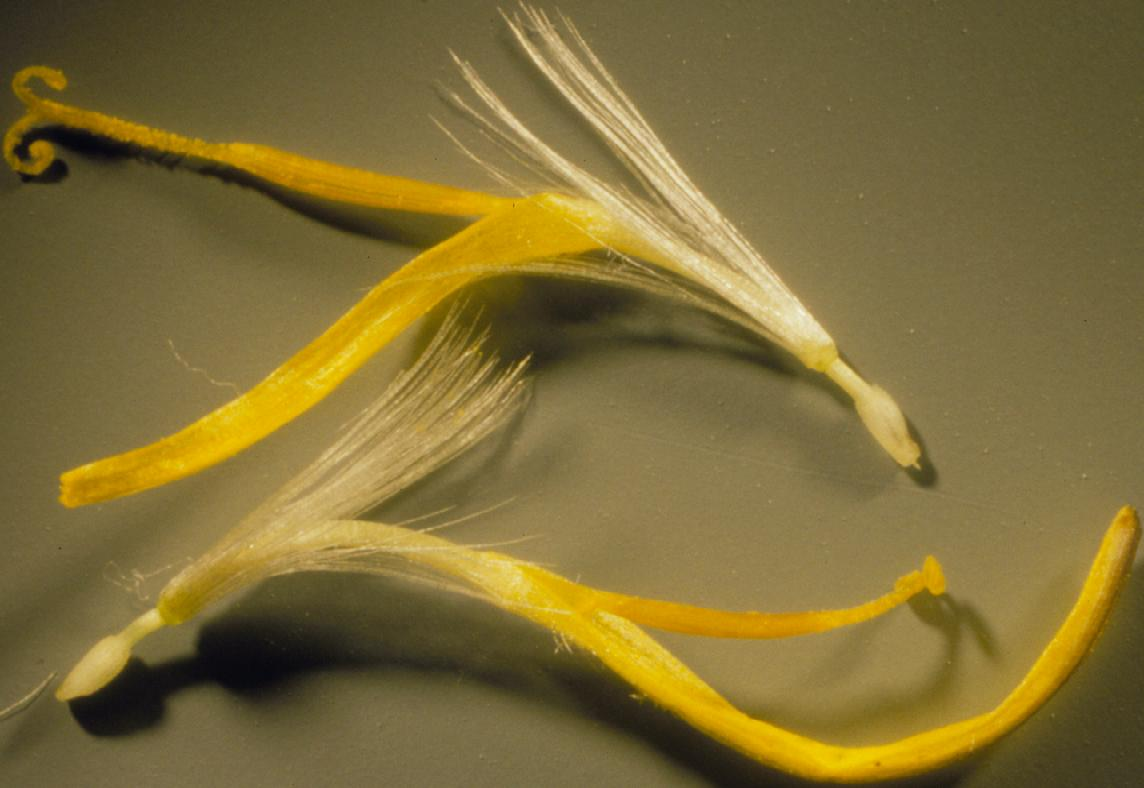
Pojedyncze kwiaty
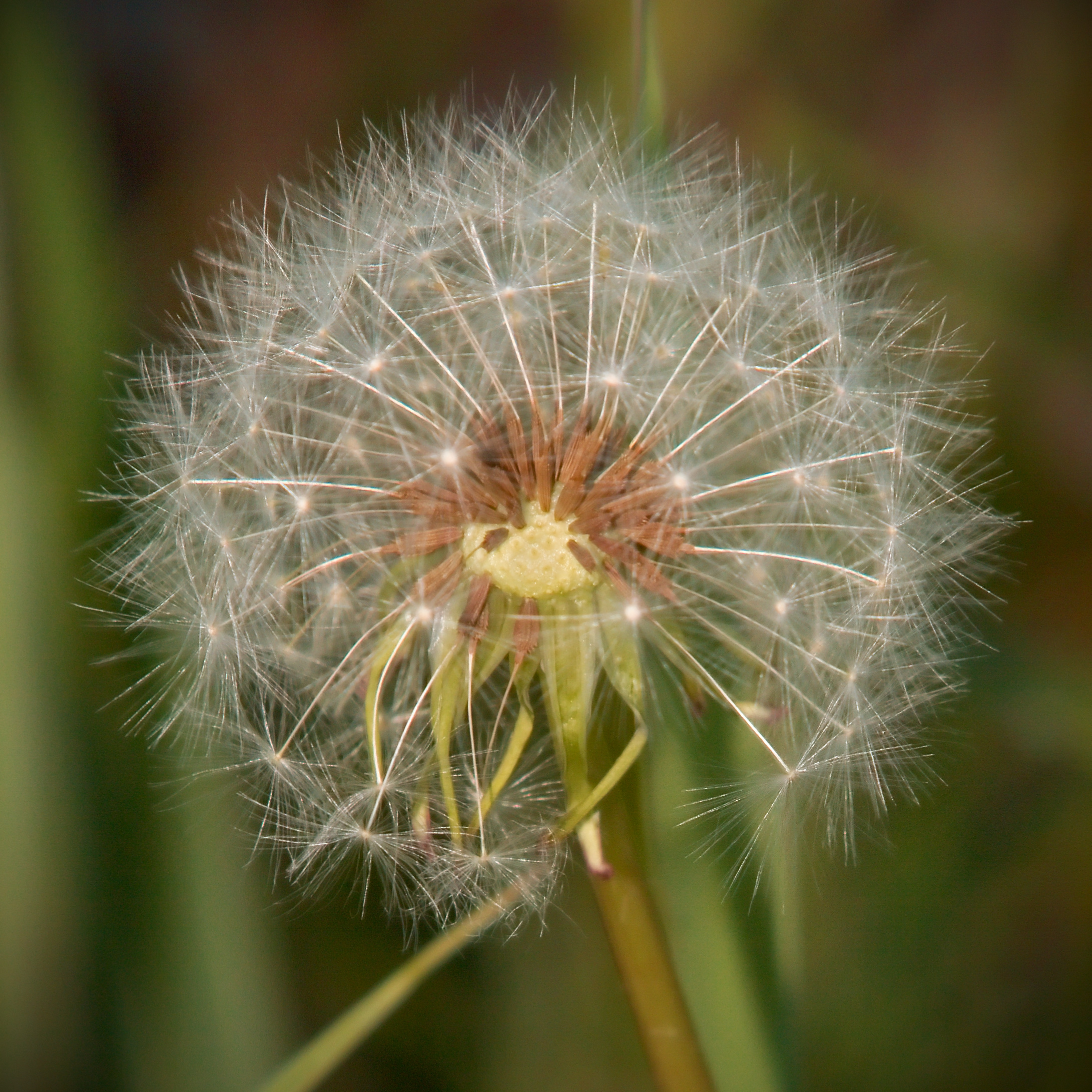
Dojrzałe owoce

Cechy diagnostyczne sekcjiPiramidka wyraźnie wyodrębniona, zwykle wąskostożkowata, zawsze o długości nie przekraczającej 20 (25)% długości niełupki. Liście bez purpurowych plam (przynajmniej na większych klapach).

## Biologia

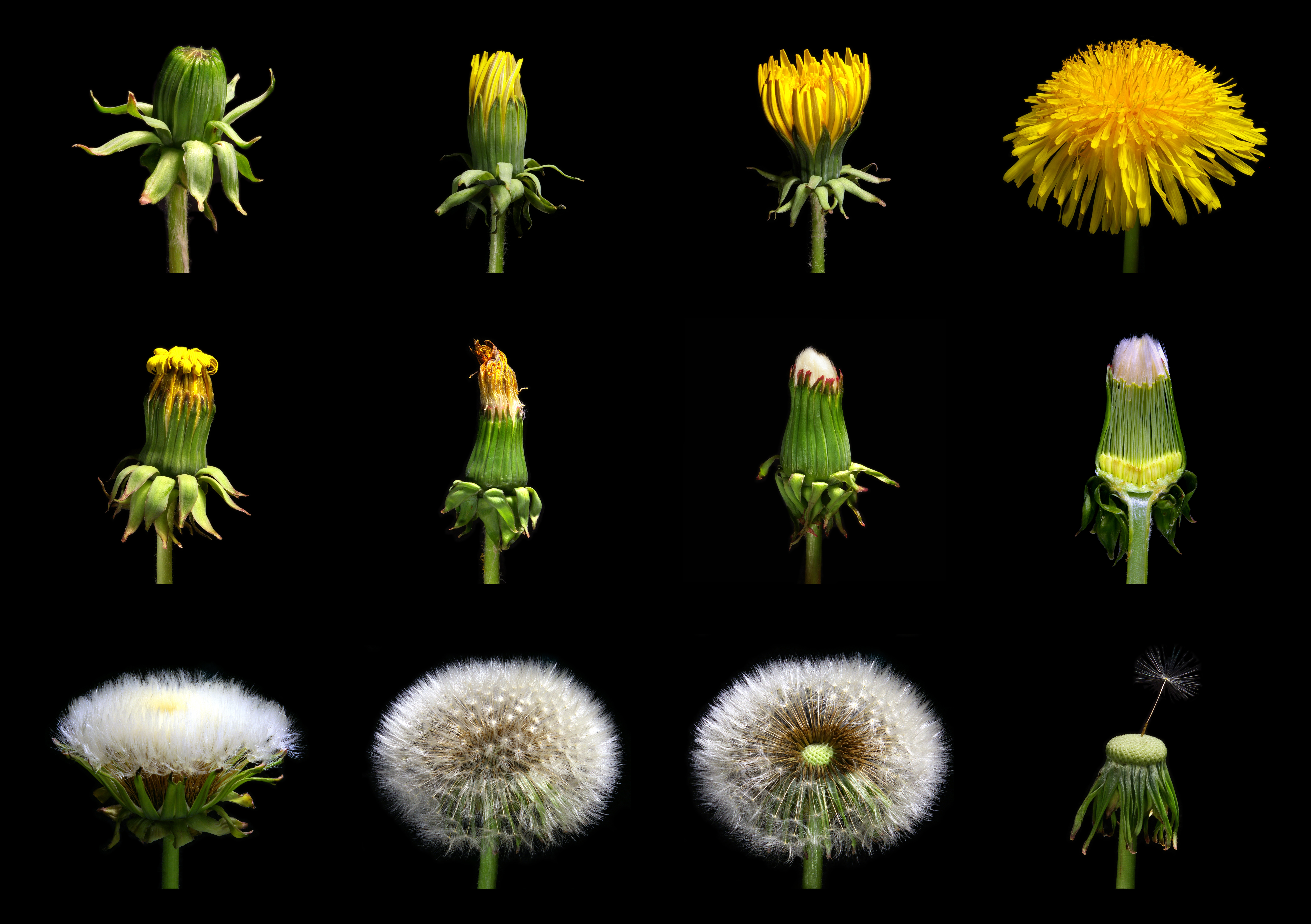
Kolejne fazy kwitnienia i owocowania

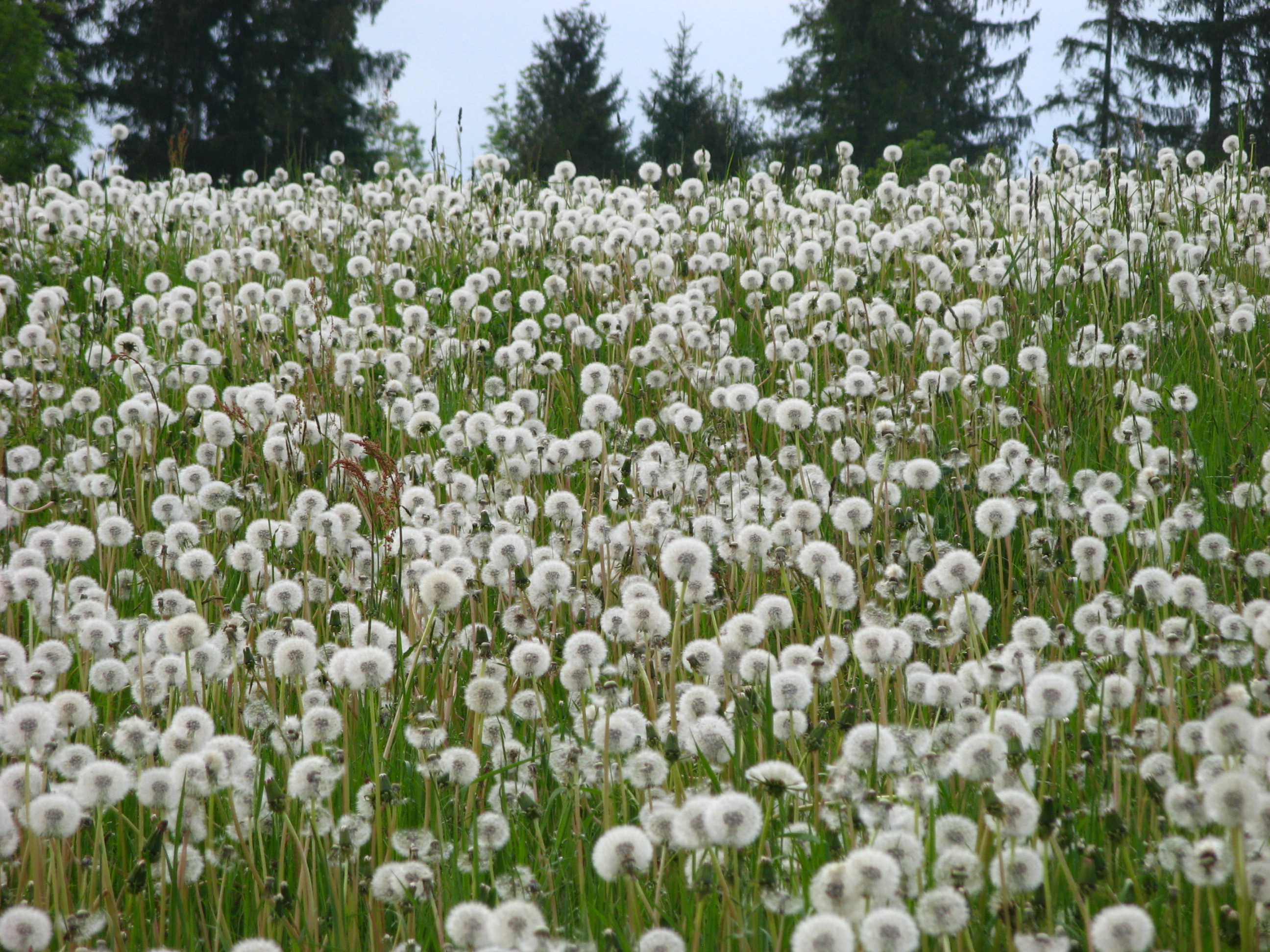
Mniszek pospolity w czasie owocowania

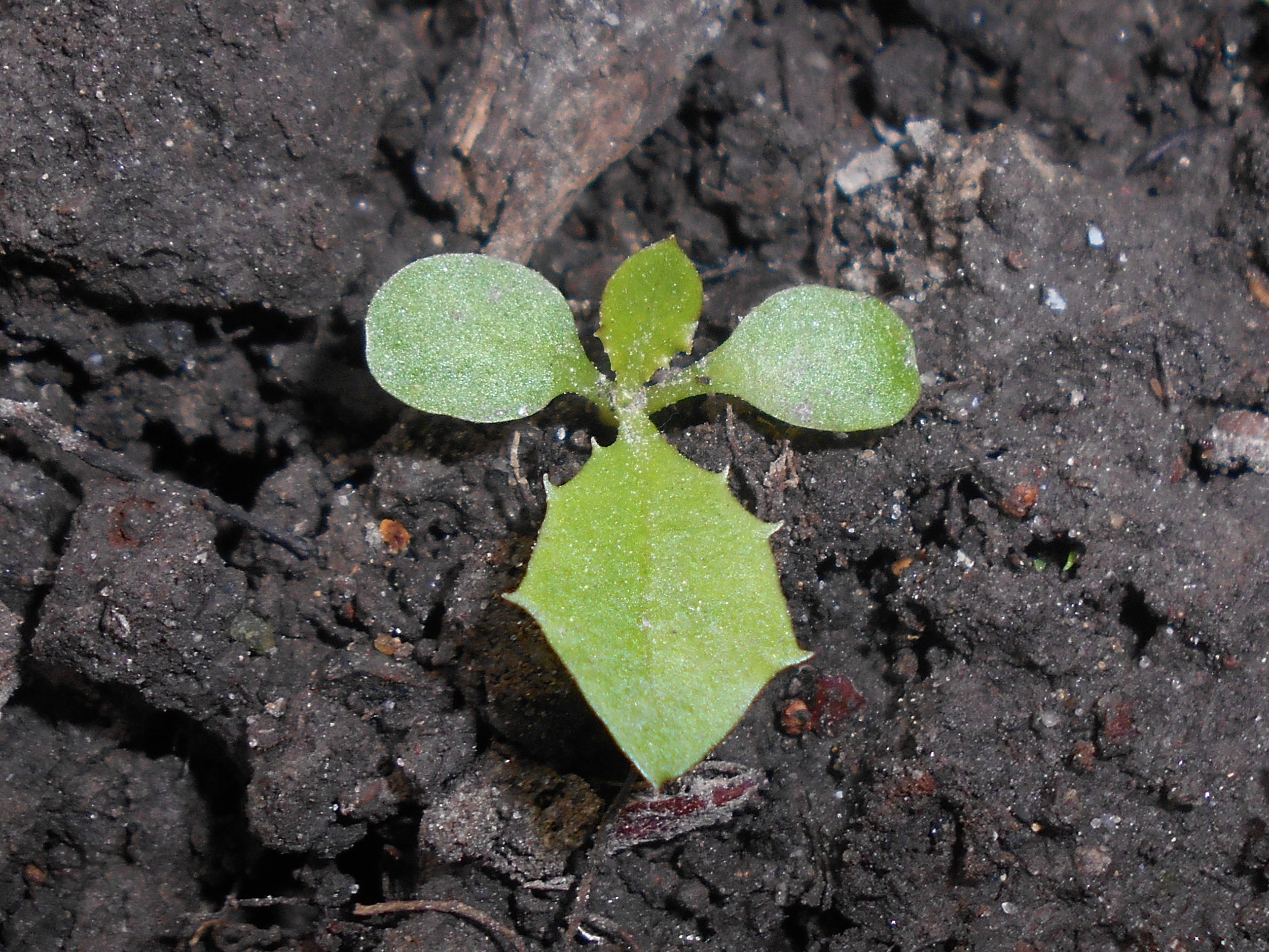
Siewka z liścieniami i pierwszymi liśćmi właściwymi

### Rozwój
Bylina, ale niezbyt długowieczna. W pierwszym roku formuje zwykle tylko rozetę liści, a kwiatostan rozwija się dopiero w drugim roku. W zależności jednak od warunków wyjątkowo może zakwitnąć już w pierwszym roku, podczas gdy w niekorzystnych warunkach bywa, że zakwita dopiero w czwartym roku życia.
KwitnienieKwiaty są przedprątne, co utrudnia samozapylenie. Kwitnienie trwa od kwietnia do sierpnia, z różną intensywnością w zależności od warunków klimatycznych. W Europie Środkowej na niżu szczyt kwitnienia przypada na okres od połowy kwietnia do końca maja, dalej na północy i w górach od końca kwietnia do początków czerwca, w wyższych położeniach też później. Masowe kwitnienie trwa przez około dwa tygodnie. Na obszarach o ciepłym klimacie mniszki zakwitać mogą przez cały rok. Poszczególne kwiatostany otwierają się w większości przez dwa dni, nieliczne przez jeden lub trzy dni. Kwiaty zapylane są przez owady.
RozsiewaniePo zapyleniu, szypuły kwiatostanowe na czas dojrzewania nasion pokładają się nieco, unikając zgryzienia lub skoszenia, po czym po dojrzeniu nasion prostują się i wydłużają, co ułatwia dyspersję nasion. Od kwitnienia do rozwoju dojrzałych owoców mija 7 dni. Nasiona roznoszone są przez wiatr na duże odległości (anemochoria). Dodatkowo przystosowaniem do wiatrosiewności, poza wyeksponowaniem nasion, jest także wytwarzanie niewielkich i lekkich owoców zaopatrzonych w aparat lotny w postaci licznych włosków powstałych w wyniku modyfikacji kielicha. Aparat włoskowy działa jak aparat spadochronowo-lotny, znacznie zmniejszając tempo spadania owocu, wynoszące w efekcie 0,33 m/s. W rezultacie znaczna część diaspor mniszka przelatuje na odległość 200–500 m od rośliny macierzystej (według niektórych źródeł średni dystans to nawet 10,2 km). Przemieszczanie w powietrzu ułatwia tworzenie się wiru powietrznego (obszaru niskiego ciśnienia) nad aparatem lotnym zasysającego owoc. Kluczowym czynnikiem umożliwiającym powstawanie siły nośnej jest kolisty obrys aparatu lotnego i jego porowatość – siła nośna nie powstałaby, gdyby włoski były luźniejsze lub bardziej gęste. Nasiona mogą być także transportowane wodą, w której bez szkody mogą spędzić do 9 miesięcy. Z jednego kwiatostanu powstać może około 150 owoców.
KiełkowanieNasiona w glebie zachowują żywotność do dwóch lat (według niektórych źródeł do pięciu) i kiełkują wkrótce po dojrzeniu, według niektórych źródeł na wiosnę, według innych latem, optymalnie, gdy są przykryte cienką warstwą gleby (do 1 cm grubości). Zdolność do kiełkowania ma zwykle około 90% nasion. Nasiona niektórych mieszańców okazały się być w zupełności płonne, nasiona niektórych typów triploidów i tetraploidów wykazywały duże zróżnicowanie pod względem zdolności do kiełkowania (odpowiednio od 58% do 71% i od 9% do 71%). Kiełkowanie znacznie ogranicza okrycie gleby mulczem i żerowanie bezkręgowców. Sprzyja mu natomiast wypalenie roślinności.
Siewka ma nagi hipokotyl długości 1 cm. Dwa liścienie mają ogonki długości od 4 do 7 mm o nieco pochwiastej nasadzie. Naga blaszka liścieni jest jajowato-podługowata, do 1 cm długości, o nasadzie zbiegającej a szczycie ± wyciętym. Epikotylu brak. Pierwsze liście właściwe mają blaszkę eliptyczną o długości do 2 cm, o nasadzie zbiegającej a szczycie zaokrąglonym, na brzegu odlegle ząbkowaną, osadzoną na ogonku do 3 cm długości.
Forma życiowaW klasyfikacji form życiowych gatunek zaliczany jest do hemikryptofitów. Okres zimowy pąki kontynuujące wzrost w kolejnym sezonie wegetacyjnym spędzają przy powierzchni ziemi. Przed zimą korzeń skraca się wciągając nieco szyjkę korzeniową w głąb ziemi.

### Genetyka i rozmnażanie
Gatunek zbiorowy składa się z grupy diploidalnej 2n = 2x = 16 wykazującej samopłonność oraz grupy triploidalnej i tetraploidalnej. Grupa diploidalna, dominująca w południowej Europie (w Polsce tylko jeden z gatunków opisywany jest jako być może występujący) rozmnaża się płciowo. Grupy poliploidalne występują liczniej w centralnej i północnej Europie, przy czym stwierdzono w ich obrębie także hipo- i hipertriploidy. Wśród populacji na terenie Holandii diploidy stanowiły 31%, triploidy 68%, a tetraploidy poniżej 1%. Triploidy są niemal zawsze obligatoryjnie apomiktyczne i ich rozmnażanie ma charakter partenogenetyczny. Zgłaszane są tylko nieliczne przypadki wskazujące na możliwość krzyżowania pomiędzy osobnikami cechującymi się różnymi cytotypami. Warto podkreślić, że także u triploidalnych mniszków może dochodzić do segregacji chromosomów i tworzenia gamet, które mogą krzyżować się z sukcesem z gametami rozmnażających się płciowo osobników diploidalnych – dzięki temu także w populacjach apomiktycznych zróżnicowanie genetyczne jest duże. U większości mniszków, mimo rozwoju słupków i pręcików oraz wytwarzania pyłku, zarodek powstaje w wyniku apomiksji gametofitowej. Gametofit powstaje z megaspory o niezredukowanej liczbie chromosomów, co jest efektem zmodyfikowanej mejozy. Diploidalna komórka jajowa takiego gametofitu może partenogenetycznie rozwijać się w zarodek. Ten rodzaj apomiksji nazywany jest diplosporią. Za apomiksję u mniszka odpowiedzialne są dwa geny. Stwierdzono, że locus DIP odpowiada za to, czy roślina jest diplosporyczna czy też nie. Osobniki posiadające w tym locus allel dominujący – D, (o genotypie Ddd lub Dddd) są diplosporyczne, u homozygot recesywnych mejoza zachodzi normalnie. Cecha ta jest sprzężona z płcią – dziedziczy się po osobnikach żeńskich. Stwierdzono jednocześnie, że osobny locus genowy musi być odpowiedzialny za zdolność osobników diplosporycznych z autonomicznie rozwiniętym woreczkiem zalążkowym, do rozmnażania partenogenetycznego. Warunkowanie procesu diplosporii przez jeden gen potwierdzają obserwacje na hipotriploidzie (2n = 3, x – 1) oraz na roślinie, u której brakowało trabanta jednego z chromosomów. Chociaż nasiona wytworzone przez tetraploidy wykazują małą żywotność, cytotyp ten może odgrywać kluczową rolę w powstawaniu kolejnych triploidów. Pyłek tetraploidów jest diploidalny i, jak wykazano, potomstwo triploidalne powstaje 28 razy częściej w wyniku zapłodnienia takim pyłkiem osobników diploidalnych, niż pyłkiem pochodzącym z osobników triploidalnych. W Europie na 2000 rozpoznanych drobnych gatunków około 90% to poliploidy rozmnażające się partenogenetycznie. Pozostałe 10% to gatunki diploidalne zdolne do rozmnażania dwupłciowego. W Ameryce Północnej w 22 przebadanych populacjach stwierdzono występowanie wyłącznie osobników rozmnażających się apomiktycznie. W pojedynczej populacji występowało od 1 do 13 klonów.
Mimo rzadkości rozmnażania płciowego stwierdzono powstawanie w Japonii mieszańców między przedstawicielami T. officinale coll. i T. platycarpum. U ponad 90% roślin z oznaczanych jako T. officinale coll. stwierdzono allele pochodzące od T. platycarpum i pośrednie cechy morfologiczne.
Roślina może rozmnażać się także wegetatywnie za pomocą pączków kalusowych powstających na ściętych korzeniach (np. uszkodzonych podczas zabiegów agrotechnicznych). Odrasta z powodzeniem z fragmentów korzenia długości 2 cm w ciągu 1–2 tygodni.

### Anatomia

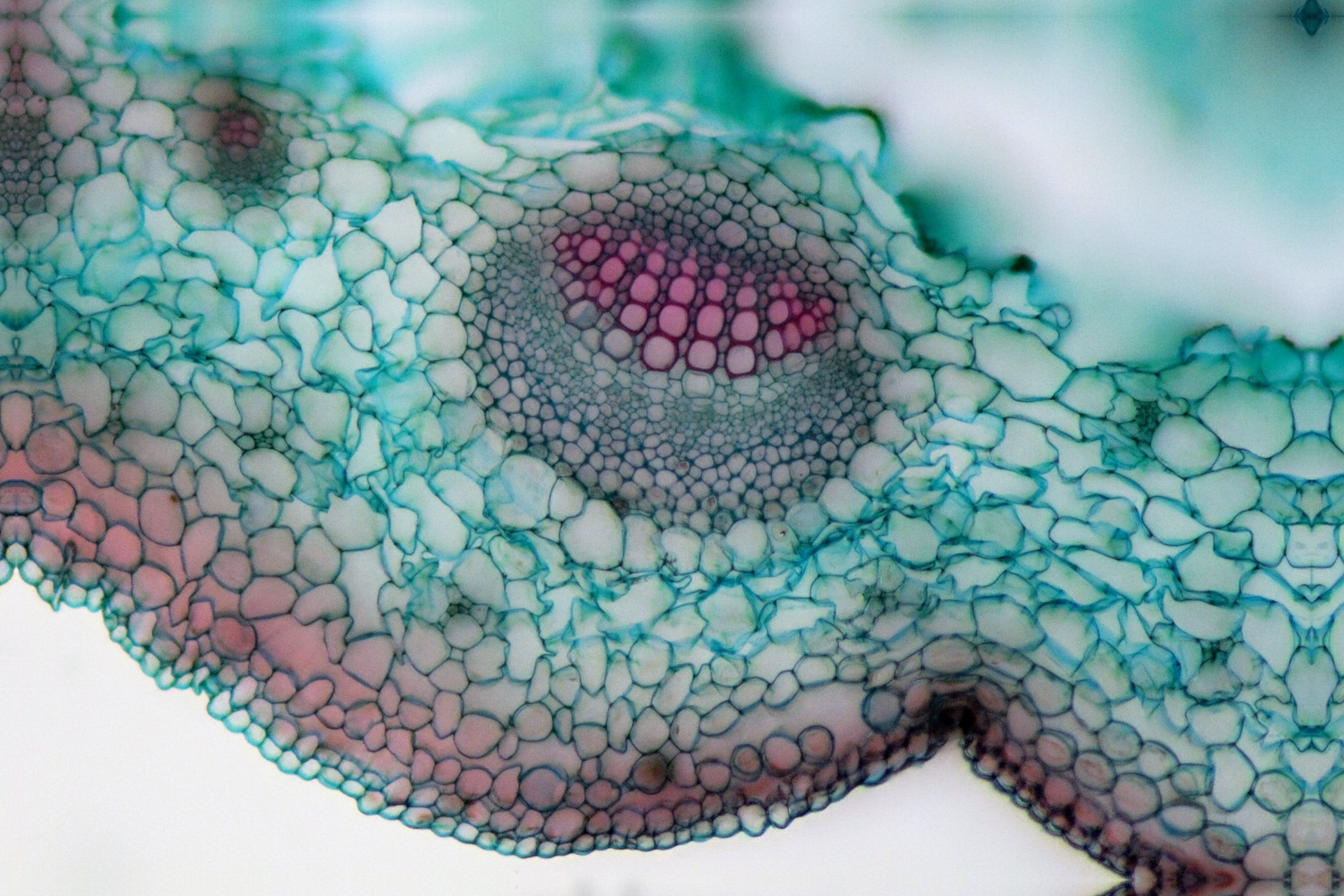
Obraz mikroskopowy przekroju poprzecznego przez liść mniszka, z widoczną centralną wiązką przewodzącą

Budowa anatomiczna korzenia jest typowa dla roślin dwuliściennych. W krótkiej łodydze występują kolateralne wiązki przewodzące w układzie okręgu. W pustych wewnątrz głąbikach układ mechaniczny składa się z kolenchymy oraz około 32 wiązek przewodzących. Naczynia mają 1,5 μm średnicy. Zarówno łodyga, jak i liście pokryte są pojedynczą epidermą, przy czym na liściach jest ona silniej skutynizowana. Komórki mezofilu są silnie zagęszczone w liściach wystawionych na słońce, a mniej w liściach zacienionych. Przewody mleczne powstają podobnie jak u innych przedstawicieli plemienia Cichorieae podczas wzrostu wtórnego – wrzecionowate komórki inicjalne kambium łączą się w wyniku resorpcji końcowych ścian komórkowych.

### Fizjologia i cechy fitochemiczne

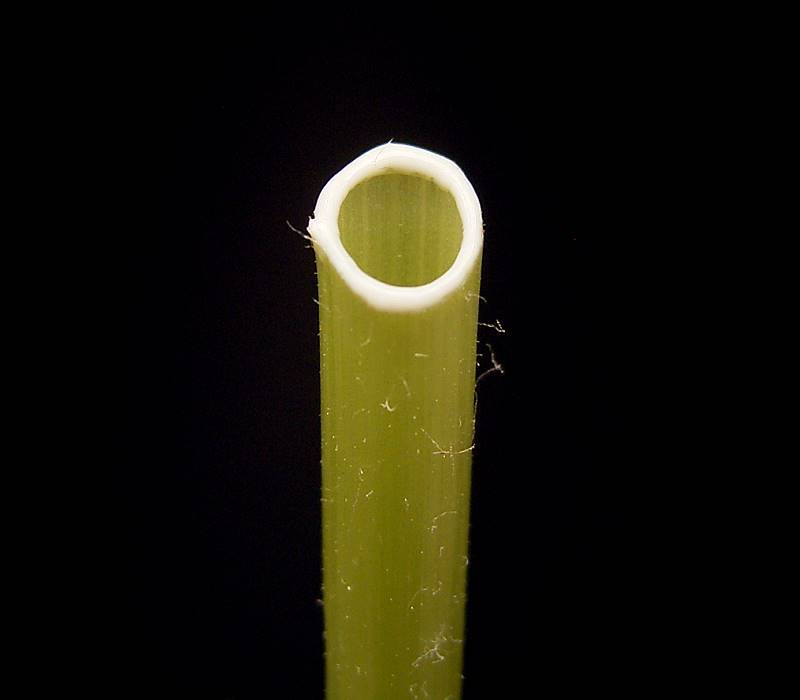
Sok mleczny widoczny po przecięciu szypuły

Roślina może mieć toksyczne działanie na zwierzęta, jeśli zostanie spożyta w zbyt wielkiej ilości. U ludzi pyłek może wywoływać reakcje alergiczne, jeżeli jest spożywany. Związki zawarte w roślinie (laktony seskwiterpenowe zawarte w soku mlecznym) mogą również działać miejscowo, powodując choroby skóry. Sok mleczny, znajdujący się we wszystkich częściach mniszka, zawiera inulinę (gromadzoną głównie w korzeniu i osiągającą tam stężenie do 40%). Lateks koaguluje w kontakcie z powietrzem. Laktony seskwiterpenowe zawarte w soku mlecznym i liczne inne metabolity są toksyczne lub gorzkie. Emulsja polimerów wraz z tymi składnikami pozwala roślinie stworzyć barierę chroniącą ją przed mikroorganizmami oraz zapewnia obronę przed roślinożercami. Latycyfery mniszka pospolitego wytwarzają lateks bogaty w polifenole. Specyficzną cechą roślin z rodzaju Taraxacum jest duża aktywność oksydazy polifenolowej, czego efektem jest szybkie brązowienie wydzieliny przy dostępie tlenu.
Korzeń mniszka zawiera laktony seskwiterpenowe (typ germakranolidu, guaianolidu oraz eudesmanolidu) – glukozydy kwasu teraksynowego oraz taraksodiolu, poza tym fitosterole i dużo soli potasu. W całej roślinie stwierdzono występowanie kwasu hydroksycynamonowego, chikorowego, monokawoilowinowego, chlorogenowego i triterpeny. W ekstraktach z liści wykryto zaś kumarynę, cychorynę i eskulinę. W tkankach kwiatów i liści obecne są glikozydy flawonoidowe, pochodne luteoliny. W samych kwiatach stwierdzono też wolną luteolinę oraz chrysoeriol. W liściach zidentyfikowano również triterpeny takie jak: taraksol, tarakserol, β–amyryna, arnidiol i faradiol oraz sterole: taraksasterol, stigmasterol, homotaraksasterol i lupeol. Liście bogate są w błonnik, sole potasu, żelaza, wapnia, magnezu oraz fosforu (ziele zawiera w 1 kg suchej masy: 42,6 g potasu, 4,98 g fosforu, 652 mg żelaza i 48 mg manganu). Zwłaszcza młode liście obfitują w witaminy grupy B i witaminę C. Zawartość popiołu w liściach wynosi 16%, a w korzeniach 8%. Białko strawne w całej roślinie stanowi 8% suchej masy.
Jako roślina inwazyjna mniszek pospolity wykazuje się dużą plastycznością fenotypową, pozwalającą na zasiedlanie siedlisk z szerokiego zakresu warunków środowiskowych. W porównaniu do północnoamerykańskiego gatunku o niewielkim zasięgu – Taraxacum ceratophorum – T. officinale ma liście o większej powierzchni pozwalające na kolonizację miejsc o niższej dostępności światła. Chociaż parametry fotosyntezy i transpiracji osobników obu porównywanych gatunków były zbliżone, osobniki T. officinale wykazywały się niższą efektywnością wykorzystania wody. Uznano, że wobec braku krzyżowania inwazyjny mniszek pospolity nie zagraża zatem lokalnym gatunkom. Plastyczność fenotypowa wydaje się podstawą strategii gatunku w konkurencji z innymi roślinami. T. officinale doskonale znosi stres związany z nadmiarem światła i powiązany z nim stres oksydacyjny. Cechy te zapewniają gatunkowi wysoką inwazyjność w warunkach wysokogórskich, gdzie zmienność warunków świetlnych i związana z tym fotoinhibicja odgrywa znaczącą rolę. Odporność na zmienne warunki świetle jest wynikiem dużej zawartości barwników ochronnych, aktywności cyklu ksantofilowego oraz enzymatycznych i nieenzymatycznych przeciwutleniaczy, chroniących aparat fotosyntetyczny przed uszkodzeniem.

## Ekologia

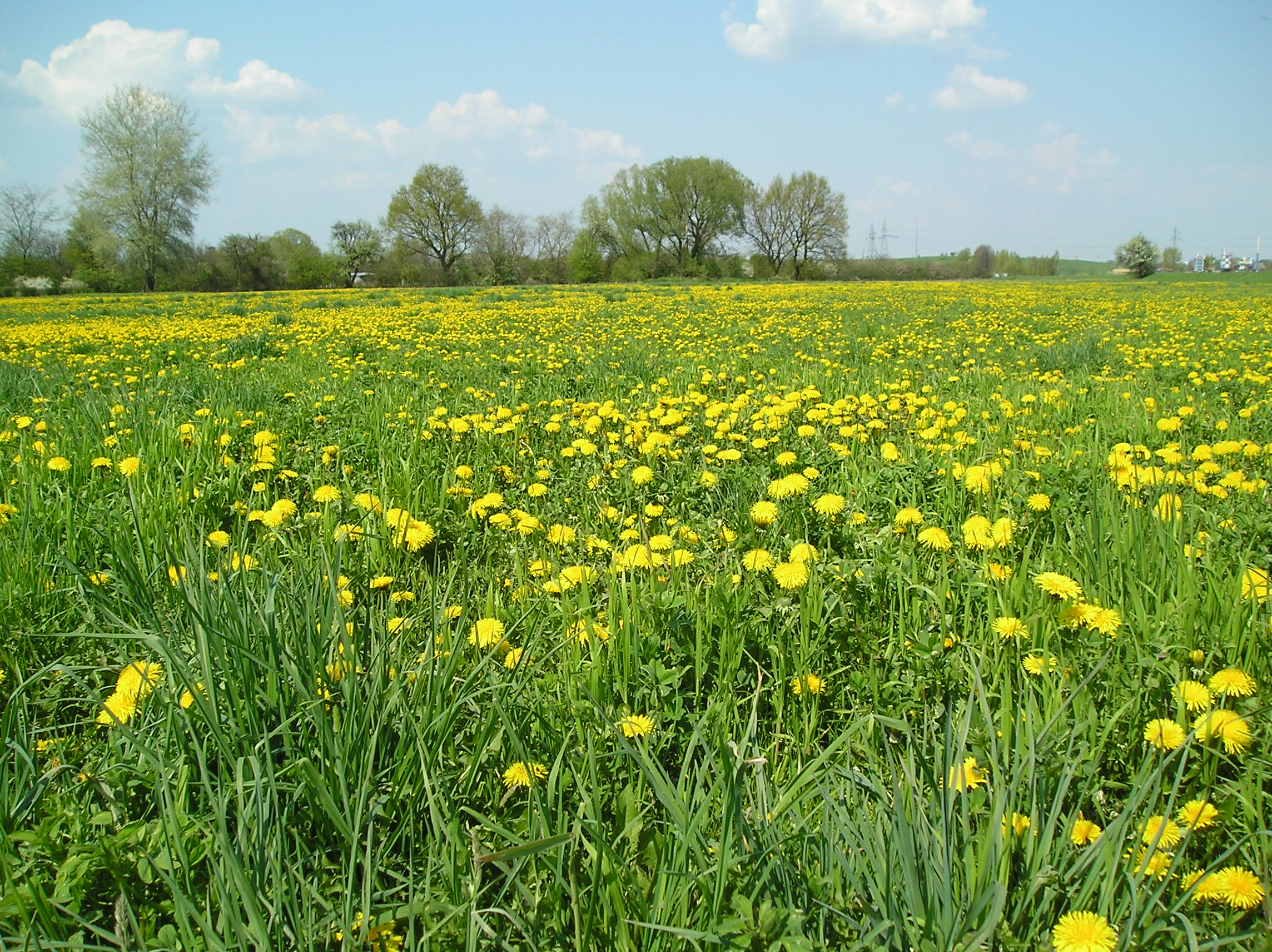
Mniszek pospolity na łące

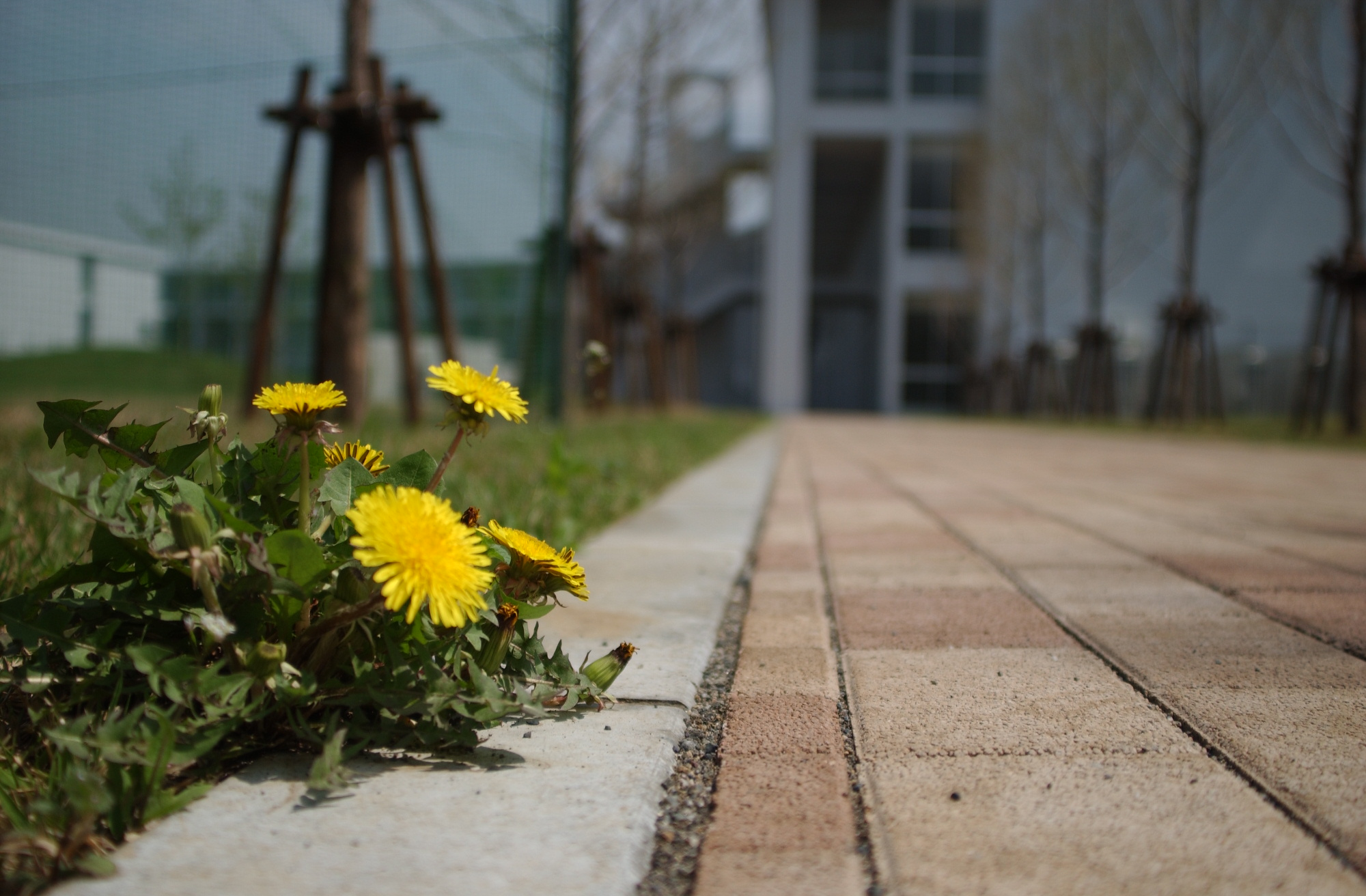
Mniszek pospolity dobrze znosi uszkodzenia mechaniczne i często rośnie w miejscach wydeptywanych i rozjeżdżanych

### Siedlisko
Przedstawiciele sekcji występują na siedliskach otwartych: nieużytkach, łąkach, polach, trawnikach, w ogrodach, sadach oraz widnych lasach i zaroślach. Są roślinami światłolubnymi i azotolubnymi. Preferują siedliska zaburzone, w tym przekształcane przez człowieka – po pożarach, grunty uprawiane, wypasane, wydeptywane i rozjeżdżane. Zasiedlają przydroża, place, tereny kolejowe i miejsca wyrzucania gruzu. Roślinom tym sprzyjają susze w okresie wiosenno-letnim, które przyczyniają się do masowego kwitnienia mniszka. Wiele drobnych gatunków to chwasty segetalne i ruderalne, szczególnie uciążliwe w wieloletnich uprawach rolnych, na użytkach zielonych oraz w sadach i ogrodach. Poszczególne drobne gatunki różnią się wymaganiami ekologicznymi, preferując siedliska mniej lub bardziej świeże i wilgotne, miejsca skaliste, lub z głęboką, żyzną glebą. W górach niektóre drobne gatunki występują licznie po piętro kosodrzewiny, a nielicznie obecne są także w piętrze alpejskim. Preferują różne gleby, unikając wszakże miejsc z bardzo słabo przepuszczalną gliną, zasolonych i zakwaszonych. Mimo to mogą występować na stanowiskach o podwyższonym zasoleniu pochodzącym z zanieczyszczeń antropogenicznych. Dzięki rozprzestrzenianiu owoców za pomocą wiatru mniszki należą do roślin kolonizujących szczeliny w murach, tarasach i dachach budynków.
Rośliny z tej sekcji cechują się ogromną plastycznością fenotypową (patrz sekcja „Morfologia” i „Fizjologia i cechy fitochemiczne”). Rośliny rosnące w skrajnie trudnych warunkach, w miejscach suchych mogą tworzyć w sezonie tylko jeden kwiatostan z 30 kwiatami, podczas gdy rośliny tego samego gatunku, rosnąc w optymalnym siedlisku, mogą rozwinąć w jednym sezonie ponad 50 kwiatostanów zawierających po ponad 200 kwiatów.

### Oddziaływania międzygatunkowe
Ze względu na sposób wzrostu – rozpościeranie liści przy powierzchni ziemi – mniszek pospolity tłumi wzrost roślin sąsiednich. Oddziałuje także allelopatycznie na rośliny w otoczeniu, ograniczając ich kiełkowanie i wzrost. Jednak przy odpowiednich warunkach siedliskowych przerwa w spasaniu powoduje, że mniszek ulega konkurencji silniej rosnących traw i bylin dwuliściennych, ustępując w wyniku wzrostu ocienienia. Jako roślina konkurencyjna mniszek ten uważany jest za uciążliwy gatunek obcy w obszarach, gdzie został zawleczony (np. w Ameryce Północnej). Łatwo wnika i rozsiewa się nawet w ekosystemach naturalnych, nieprzekształconych przez człowieka, np. w górskich murawach i widnych lasach.
Liście są pokarmem dla licznych gatunków ssaków, zarówno dzikich, jak i udomowionych. Liście, kwiatostany i nasiona są także zjadane przez ptaki takie jak kury, gęsi, kaczki, kuropatwy, bażanty, przepiórki i inne. W Ameryce Północnej zawleczony mniszek pospolity stał się podstawowym źródłem pożywienia w okresie wiosny i wczesnego lata dla preriokura ostrosternego i dwuczubego, baribala i grizli. Liśćmi żywią się liczne gatunki bezkręgowców, spośród samych motyli na mniszku bytują gąsienice co najmniej 100 gatunków (w tym m.in. zawdzięczająca mniszkowi nazwę gatunkową ugorówka złotnica Lemonia taraxaci).
Nasiona mniszka pospolitego są pożywieniem dla bezkręgowców. Głównymi konsumentami nasion są dwa gatunki chrząszczy (Coleoptera), Glocianus punctiger oraz Olibrus bicolor. Samica G. punctiger składa jaja na łodydze, skąd larwy przemieszczają się, drążąc tunele, w kierunku dojrzewających nasion. Jaja O. bicolor umieszczane są przez dorosłego chrząszcza na liściach w centrum rozety, zanim jeszcze pęd kwiatowy zacznie się rozwijać. Po przekwitnięciu larwy przemieszczają się i zjadają dojrzewające nasiona. Inni konsumenci nasion mniszka to Cnephasia oxyacanthana oraz Ensina sonchi. Występują oni jednak znacznie rzadziej niż dwa pierwsze gatunki. Chociaż larwy mogą powodować utratę do 30% nasion w populacji roślin, to zwykle straty są niewielkie dzięki niskiemu poziomowi synchronizacji kwitnienia utrudniającemu dostęp do nasion roślinożercom. Także po rozsianiu nasiona są często zjadane przez owady, głównie z rodziny biegaczowatych. Ze wszystkich nasion, które spadły na podłoże kiełkuje zaledwie 0,7–3,1%. Około 93% nasion może zostać zjedzonych przez bezkręgowce, nie wpływa to jednak znacząco na liczebność populacji mniszka.
Pomimo dużego udziału rozmnażania bezpłciowego rośliny mniszka wytwarzają znaczne ilości nektaru, który ze względu na wczesną porę kwitnienia jest ważnym pokarmem licznych gatunków owadów i pajęczaków. Tylko w Ontario na kwiatostanach potwierdzono obecność 152 gatunków owadów z rzędów: Collembola, Thysanoptera, Hemiptera, Homoptera, Coleoptera, Diptera i Hymenoptera. W Japonii kwiatostany są pożywieniem dla chrząszcza Anomala octiescostata. Dorosłe osobniki przyciągane są przez kwiaty wydzielające kairomon, przypominający w działaniu feromony.
Gatunek tworzy mykoryzę arbuskularną z Globisporangium ultimum oraz Glomus mosseae. Związek z G. mosseae, poza dostarczaniem substancji mineralnych, zwiększa także ochronę przed roślinożercami. Stwierdzono, że na roślinach zainfekowanych przez symbiotycznego grzyba przeżywalność larw Otiorhynchus sulcatus była o około połowę mniejsza niż na roślinach pozbawionych symbionta.
Mniszek pospolity jest żywicielem dla grzybopodobnego lęgniowca Bremia lactucae, licznych gatunków pasożytniczych grzybów z rodzaju Erysiphe, Sphaerotheca, Phoma, Sclerotinia, a także Puccinia taraxaci, Puccinia dioicae, Ascochyta taraxaci, Mycosphaerella hieracii, Synchytrium taraxaci, Puccinia variabilis i Ramularia taraxaci.
FitosocjologiaW klasyfikacji zbiorowisk roślinnych Europy Środkowej ma status gatunku charakterystycznego dla rzędu Arrhenatheretalia. Jest też gatunkiem stałym w zbiorowiskach wydeptywiskowych wyodrębnianych jako klasa Polygono arenastri-Poëtea annuae lub rząd Plantaginetalia majoris. Występuje często w zespole Lolio-Plantaginetum puccinelietosum, będącym zbiorowiskiem dywanowym roślin wieloletnich nawiązującym do słonych łąk, jednak kształtowanym przez działalność ludzką – o dużym zasoleniu, powstałym przy drogach lub torowiskach. Różne drobne gatunki mogą występować w zróżnicowanych zespołach roślinnych na różnych siedliskach, np. na łąkach trzęślicowych i w różnych zespołach leśnych.

## Historia
Według poglądów licznych botaników mniszek pospolity pochodzi z Grecji, skąd rozprzestrzenił się na terenach Europy i Azji Mniejszej. Za prawdopodobne uznaje się także pochodzenie gatunku z terenów północnych Himalajów (publikacja źródłowa dla tego stwierdzenia odnosi się jednak do genezy wielu sekcji apomiktycznych, dla których Chiny są ośrodkiem zróżnicowania, podczas gdy sekcji Ruderalia vel Taraxacum tam niemal brak). Zapis kopalny pozwala stwierdzić występowanie mniszka w Europie w okresie glacjału i interglacjału. Pojawienie się gatunku w Ameryce Północnej wydaje się możliwe w czasach po plejstocenie, w wyniku przedostania się przez Beringię. Istnieje wiele sprzecznych opisów późniejszej introdukcji do Ameryki Północnej. Jeden z nich zakłada zawleczenie mniszka na wschodnie wybrzeże przez wikingów około roku 1000. Inni opisują sprowadzenie roślin przez osadników, którzy przypłynęli na żaglowcu Mayflower lub przez osadników przybyłych później, jako uprawianej rośliny leczniczej. Wraz z osadnikami roślina rozprzestrzeniła się także na zachodzie kontynentu amerykańskiego. Pierwszy, zachowany zapis obserwacji pochodzi z roku 1672 z Nowej Anglii.

## Nazewnictwo

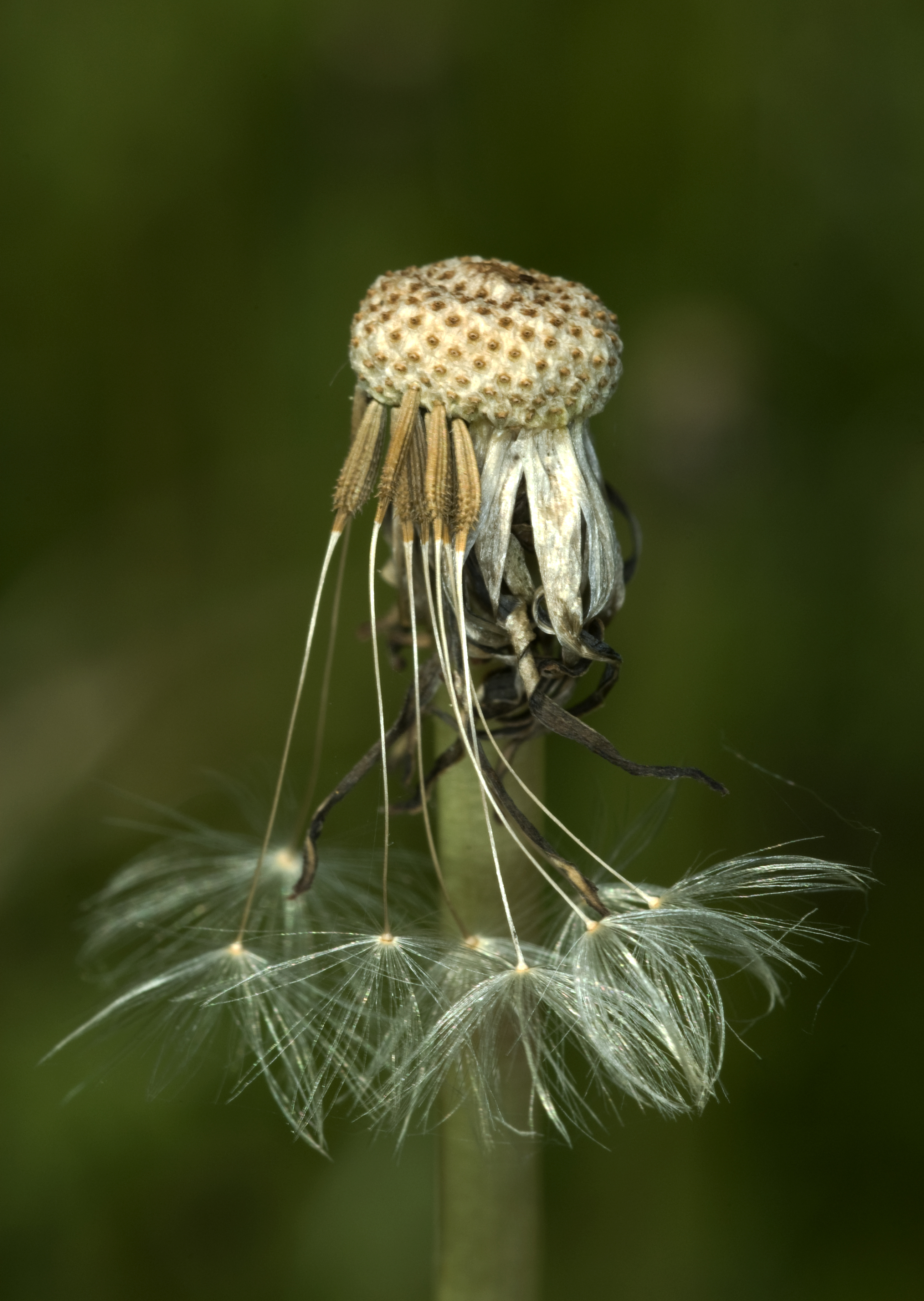
„Głowa mnicha”, od której pochodzi nazwa rodzajowa mniszka

Zwyczajowe i dawne nazwy mniszka to: bole oczy, buława hetmańska, dętki, dmuchacz, dmuchawiec, dmuchawiec lekarski, gołębi groch, kniat, kuba-baba, lwi ząb, majicek, maślak, męska stałość, milch, mlecz, mlecz lekarski, mlecz polny, mlecz świński, mleczaj, mlecznica, mlecznik, mlicz, mlyc, mnich, mnisek, mnisza główka, moiczka, moik, môj, môjicki, mojiczek, pąpawa, plesz, pleszyki, podmuch, podróżnik mleczowaty, podróżnik pospolity, popia główka, psi mlecz, radiki, radynki, strzykowie, ślepota, śmirgiel, świni mlecz, świni mnich, świni pysk, wilczy ząb, wole oczy, wołowe oczy, zdmuchawnik, żabi kwiat. Nazwa mlecz jest myląca, istnieje bowiem całkiem odrębny rodzaj roślin o nazwie mlecz (Sonchus). Jan Krzysztof Kluk w 1808 pisał „Wieśniaczki pospolicie Mleczem tylko nazywają tak, jak wszystkie podobne rośliny mleczny sok z siebie wydaiące”. Polskie nazwy nawiązujące do głowy mnicha lub popa są kalką językową nazwy caput monachi, którą nadał Otto Brunfels w 1530. Bierze się ona z wyglądu dna koszyczka po zdmuchnięciu owoców – białego i nagiego, otoczonego wieńcem zeschłych listków okrywy, co przypomina tonsurę. Mniszek nazywany był też brodawnikiem mleczowatym, co powiązane było z diagnozą taksonomiczną Linneusza zaliczającą ten gatunek do rodzaju brodawnik (Leontodon). Do dosłownego znaczenia tej nazwy rodzajowej nawiązuje też inna dawna nazwa – lwi ząb. Analogicznie roślina znana jest we Francji jako dent-de-lion, od czego z kolei pochodzi nazwa w języku angielskim – dandelion. Określenie to proponował wprowadzić do nazwy naukowej (jako Taraxacum dens-leonis) francuski botanik René Louiche Desfontaines, ale propozycja uznana została za nomen illegitimum (błędnie opublikowaną). Nazwy nawiązujące do lwich zębów zainspirowane zostały kształtem liści.
Rodzajowa nazwa naukowa Taraxacum pojawia się w piśmiennictwie średniowiecznym i pochodzi prawdopodobnie z arabskiego tharakchakon, co oznacza roślinę o gorzkim smaku. Innym możliwym źródłosłowem jest grecka nazwa zapalenia oczu – taraksis, na które miał być stosowany. Nazwa gatunkowa officinale pochodzi od łacińskiej nazwy apteki (officina) i oznacza roślinę leczniczą.

## Zastosowanie

### Roślina lecznicza

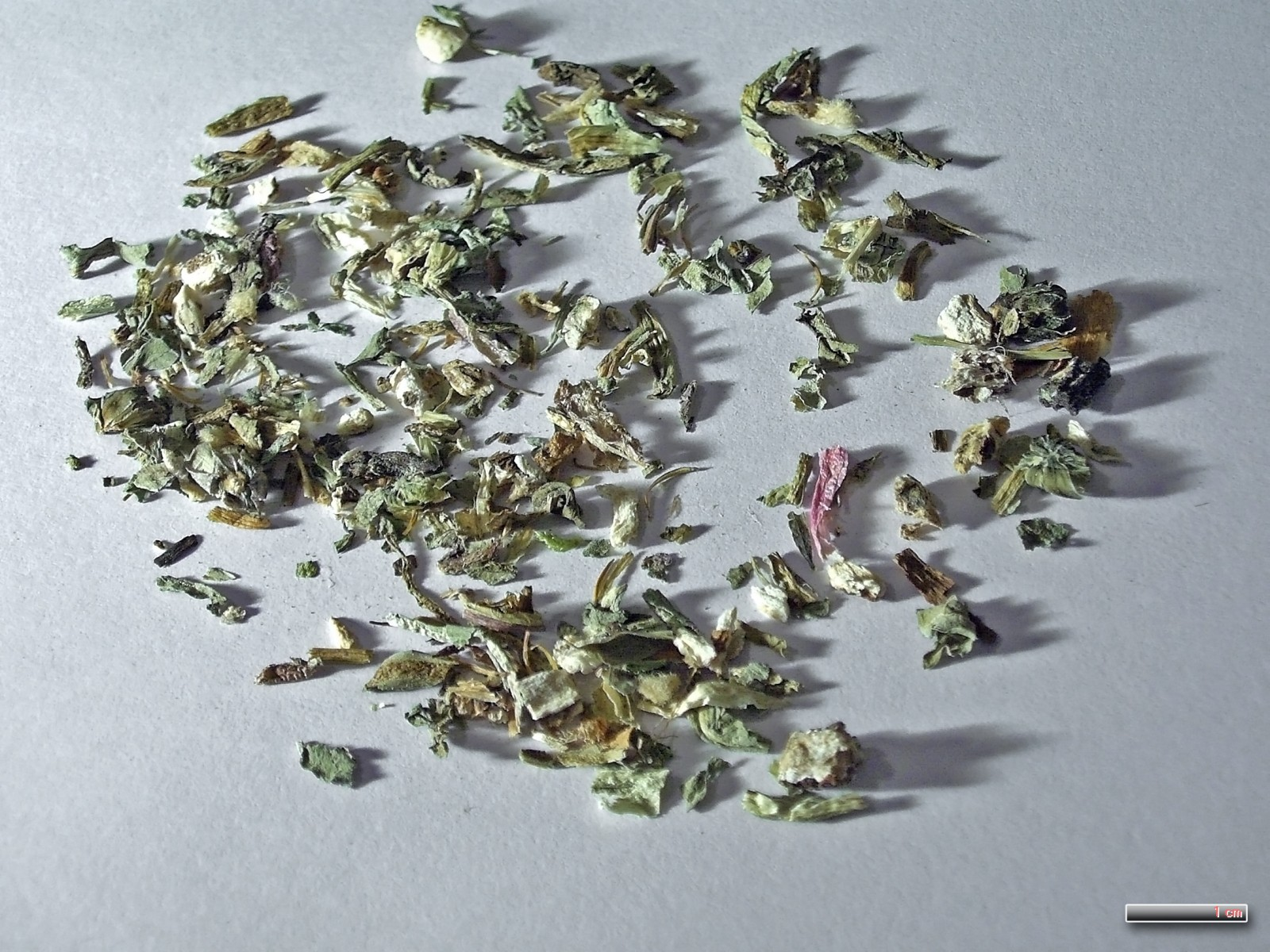
Suszony surowiec zielarski Herba Taraxaci z korzeniem

Surowiec zielarskiKwiat (Taraxaci Flos), ziele (Taraxaci Herba) oraz korzeń (Taraxaci Radix).
Zbiór i przechowywanieZiele zbiera się wczesną wiosną, jeszcze przed pojawieniem się pąków kwiatowych. Kwiatostany zbiera się bez szypuł, podczas kwitnienia. Ziele i kwiaty suszy się od razu po zebraniu. Korzeń mniszka z przeznaczeniem do celów leczniczych należy zbierać jesienią. Po dokładnym wymyciu kroi się go wzdłuż na paski i suszy w zacienionym i przewiewnym miejscu w temperaturze otoczenia lub w suszarni, ale tak, by nie przekroczyć 30 °C (według niektórych źródeł korzenie mniszka suszy się w temperaturze 40–50 °C). W podobnych warunkach suszy się ziele i kwiat.
DziałanieZwiązki goryczowe nieznacznie zwiększają wydzielanie soku żołądkowego, ułatwiając trawienie. Wyciąg lub sok z korzenia i wyciąg z ziela pobudza czynności wątroby, zwiększając ilość wytwarzanej żółci. Dzięki lekkiemu działaniu przeciwskurczowemu na przewody i pęcherzyk żółciowy ułatwia przepływ żółci do dwunastnicy przeciwdziałając jej zastojom. Zarejestrowano także zwiększone wydzielanie żółci po iniekcji dożylnej ekstraktu z mniszka. Surowiec wykazuje również działanie saluretyczne, usuwając z organizmu nadmiar jonów sodu i potasu. Kwiat ma działanie podobne, przy czym silniejsze moczopędne i przeciwzapalne.
Przypisuje się mniszkowi działanie obniżające poziom glukozy we krwi w początkowym stadium cukrzycy.
Badania in vitro pokazują, że składniki mniszka pospolitego mogą mieć działanie przeciwnowotworowe. Potwierdzono hamowanie wzrostu komórek raka sutka i prostaty przez ekstrakt wodny z dojrzałych liści mniszka. Działania takiego nie wykazywały ekstrakty z innych części rośliny. Badanie na komórkach raka wątrobowokomórkowego – Hep G2, pokazują, że mechanizm cytotoksyczności wywoływanej przez T. officinale jest związany z podniesieniem poziomu cytokin: czynnika martwicy nowotworu (TNF-alfa) i interleukiny (IL-1 alfa). Efekt można było znieść przez podanie przeciwciał dla poszczególnych cytokin.
Doświadczenia z wykorzystaniem ekstraktów z wodą, etanolem, octanem etylu albo n-butanolem jako rozpuszczalnikiem potwierdziły działanie przeciwzapalne, antyangiogeniczne oraz antynocyceptywne. Efekty związane są z hamowaniem wytwarzania NO, wpływem na ekspresję COX-2, a także działaniem antyoksydacyjnym substancji czynnych zawartych w roślinie. Aktywność przeciwzapalna ekstraktu z T. officinale związana jest z zahamowaniem wytwarzania TNF-alfa, IL-1 beta, IL-6 oraz interferonu-γ (IFN-γ) stymulowanego przez lipopolisacharydy (LPS). Substancją odpowiedzialną za hamowanie wydzielania cytokin prozapalnych indukowanych przez LPS jest taraksasterol. W badaniu na astrocytach szczurzych wykazano, że IL-1 prowadzi do podniesienia poziomu TNF-alfa jedynie w obecności LPS.
ZastosowaniePreparaty z mniszka pomagają w niektórych schorzeniach dróg żółciowych i kamicy żółciowej oraz przy problemach wątrobowych i trawiennych, przy zbyt skąpym wydzielaniu żółci, np. po wirusowym zapaleniu wątroby, po zabiegach na drogach żółciowych i kamicy żółciowej. Przy obrzękach i niewydolności nerek, przewlekłym zapaleniu pęcherza moczowego lub przewodów moczowych i w kamicy moczowej (szczawianowej i fosforanowej). Ponadto przy niestrawności i braku łaknienia oraz w początkowym stadium cukrzycy. Stosowane są również przy awitaminozach.
Zewnętrznie świeży sok mleczny stosowany jest do usuwania różnego rodzaju brodawek na skórze (działa podobnie jak sok glistnika jaskółcze ziele), przy czym skuteczny jest we wczesnych fazach ich tworzenia się.
Leki ziołowe z mniszka stosowane są w postaci odwaru z korzeni, wyciągu, nalewki lub jako składnik mieszanek ziołowych. Maksymalne, zalecane dawki wynoszą 4 g jednorazowo i 12 g dobowo w przypadku ziela oraz 1 g jednorazowo i 3 g dobowo w przypadku surowca z korzenia.
Przeciwwskazania i działania niepożądaneNie należy korzystać z preparatów z mniszka w przypadku niedrożności dróg żółciowych, ropniaka pęcherzyka żółciowego, warunkowo – w porozumieniu z lekarzem – mogą je stosować chorzy na kamicę żółciową. U osób wrażliwych substancje goryczowe mogą spowodować dolegliwości żołądkowe i zgagę.

Przeczytaj ostrzeżenie dotyczące informacji medycznych i pokrewnych zamieszczonych w Wikipedii.

### Roślina jadalna

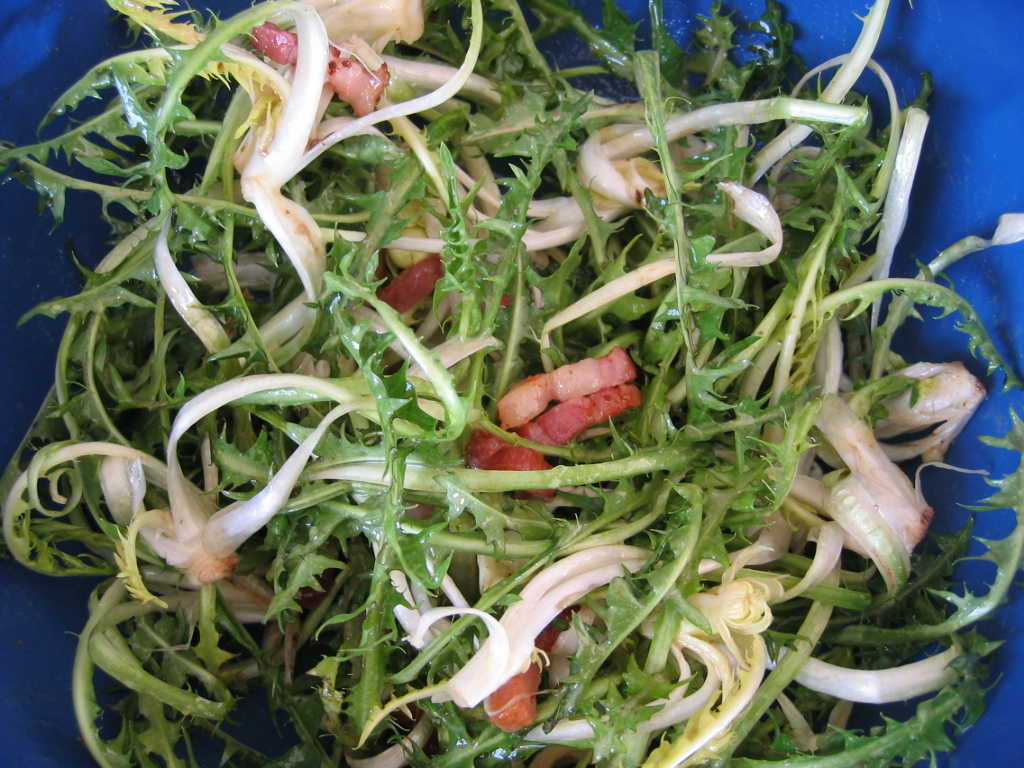
Lotaryńska sałatka z mniszka i wędzonego boczku

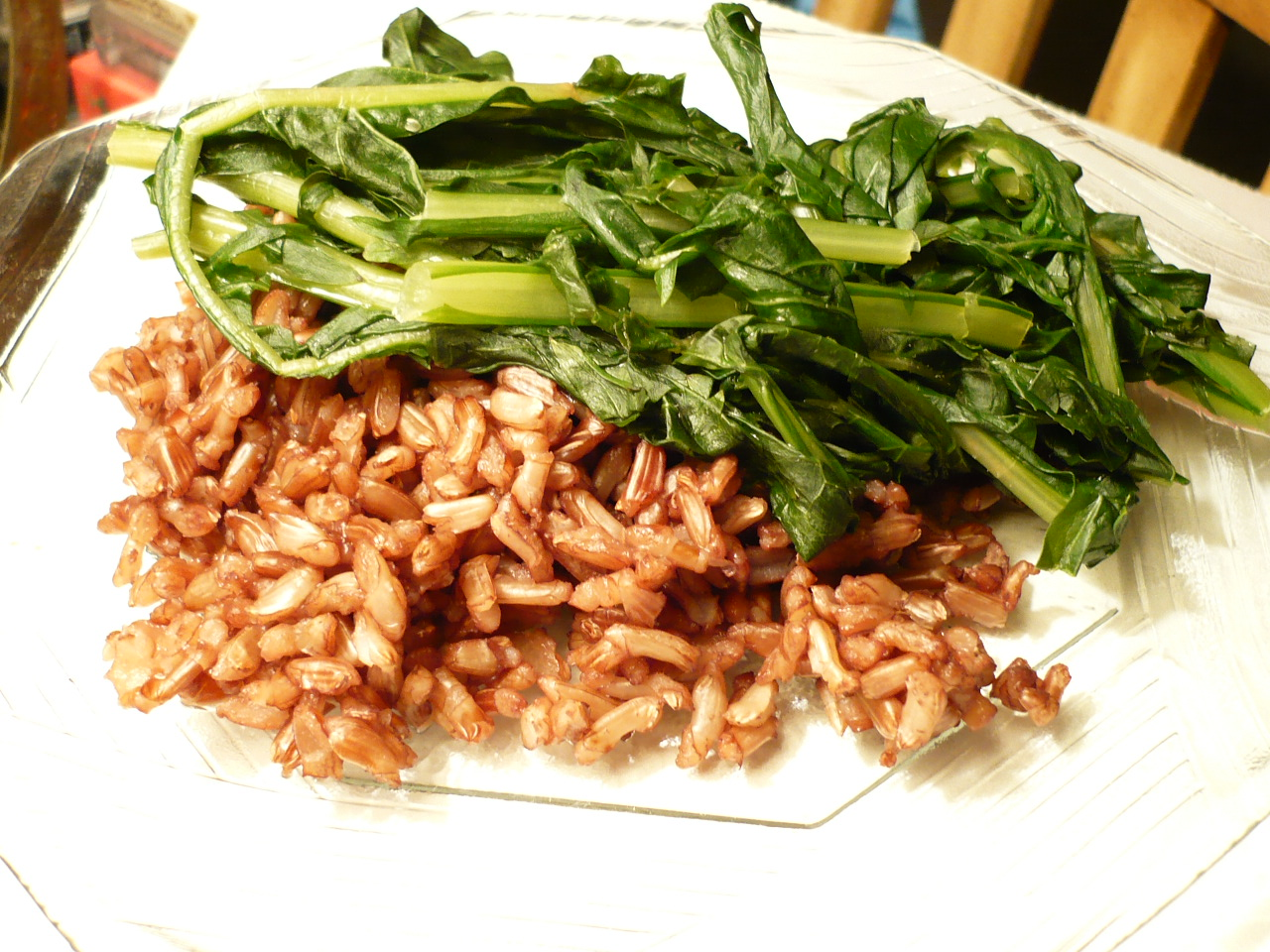
Upieczone liście mniszka z brązowym ryżem

Liście i korzenie mniszka nadają się do spożycia zarówno surowe, jak i gotowane. W celu ograniczenia gorzkiego smaku liści wskazana jest ich etiolacja – osłonięcie przed dostępem światła na kilka dni przed zbiorem, jednak wadą tego zabiegu jest zmniejszenie wartości odżywczych. Z liści można przyrządzać sałatkę wiosenną, która w Polsce jest mało popularna, w przeciwieństwie do krajów romańskich. W smaku jest ona nieco gorzkawa. Przyprawia się ją octem, solą i pieprzem. Młode liście jako przyprawa dodawane są także do zup i sosów. W Europie Środkowej spożywano liście mniszka na przednówku. Dawniej pąki koszyczkowe wykorzystywano jako namiastkę kaparów, a prażony korzeń zastępował cykorię. Z płatków kwiatowych mniszka z dodatkiem cytryny i cukru uzyskuje się wino kwiatowe o charakterystycznym miodowo-ziołowym bukiecie, przy czym unikać należy dodania zielonych (gorzkich) części rośliny. Korzeń mniszka wraz z korzeniem łopianu jest składnikiem tradycyjnego orzeźwiającego napoju, szczególnie popularnego w Wielkiej Brytanii, znanego pod nazwą dandelion and burdock (tłum. mniszek i łopian). W zależności od przepisu dodaje się do niego również liście mniszka, cukier lub słodzik i inne składniki. Herbatkę ziołową sporządzać można z różnych części rośliny.
Wywar z gotowanych kwiatów mniszka po dodaniu dużej ilości cukru zamienia się w syrop o barwie, konsystencji i smaku zbliżonym do miodu, tzw. miodek majowy.
Mniszek pospolity był wykorzystywany jako roślina jadalna także na obszarach, gdzie został zawleczony. Indianie Ameryki Północnej z różnych plemion jadali surowe lub gotowane liście (Czirokezi i Tohono O’odham) oraz gotowane liście z syropem klonowym dodawane do mięsa (Odżibwejowie i Potawatomi). Apacze aromatyzowali kwiatami mniszka napoje alkoholowe. W Japonii sparzone młode liście mniszka pospolitego wyparły z użycia tamtejszy rodzimy gatunek – Taraxacum platycarpum i sporządza się z nich potrawy aemono i o-hitashi (sparzone liście warzyw w pierwszym wypadku z sosem sojowym i cukrem, a w drugim moczone w rosole rybnym i podawane schłodzone z sosem sojowym i sosem alkoholowym mirin).

#### Polskie produkty tradycyjne
Wyroby z mniszka pospolitego wpisane na polską Listę produktów tradycyjnych:
- syropy
  - „Syrop z mniszka lekarskiego”, województwo pomorskie, wpisany w marcu 2007 roku[106];
  - „Mniszek bronisławski” wytwarzany w woj. kujawsko-pomorskim, w powiedzie radziejowskim, w Bronisławiu, wpisany w styczniu 2010[107][108];
  - „Syrop z mniszka z Puszczy Mariańskiej” wytwarzany w mazowieckiej gminie Puszcza Mariańska, wpisany we wrześniu 2021[109].
- napoje alkoholowe
  - „Dąbrowski trunek z mniszka” wytwarzany w woj. lubelskim w okolicach Dąbrowy w gminie Ludwin, z płatków mniszka lekarskiego (z pominięciem szypuł), wody, cukru, drożdży i ew. cytryny, wpisany w maju 2019[110][111];
  - „Nalewka żenicha” wytwarzana w woj. podlaskim (na terenach Podlasia) z mniszka lekarskiego, pędów sosnowych, mięty, owoców maliny, pigwy, aronii, dzikiej róży, czarnego bzu oraz miodu, cukru, wody i spirytusu 95%, wpisana na listę w lipcu 2016[112].

### Roślina miododajna

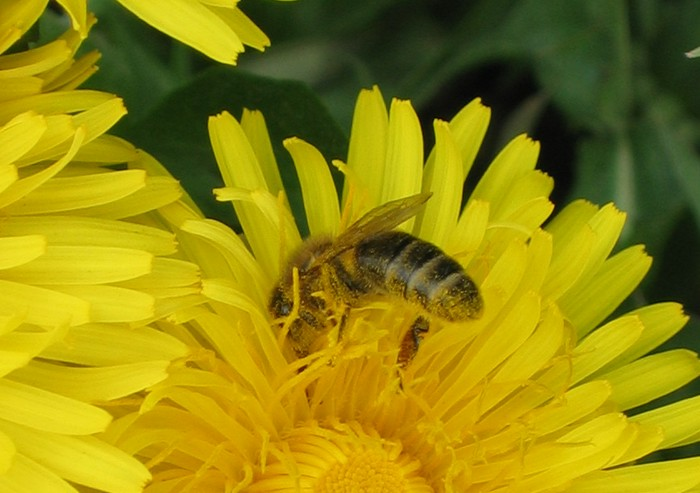
Pszczoła obsypana pyłkiem mniszka

Wydajność miodowa mniszka sięga do 20 kg/ha, zatem jest dość niska. Poszczególne ule mogą zyskiwać w okresie intensywnego kwitnienia (tj. przez około 8 dni) do 3–4 kg dziennie. Nektar gromadzony jest wydajniej przez pszczoły oblatujące kwiaty przy niższych temperaturach, tj. przez mieszańce długojęzyczkowe i rasę kaukaską. Przy niedostatecznie ciepłej, słonecznej pogodzie (co często się zdarza w okresie wiosennym) nektarowanie jest słabe. W takich warunkach pszczoły zbierają z kwiatów dużo pyłku i mało nektaru. Kwiaty niedostępne są dla pszczół od popołudnia, kiedy koszyczki się zamykają oraz podczas deszczu, kiedy w ogóle się nie otwierają. Także kwiatostany stanowiące miejsce bytowania wielu chrząszczy nie są odwiedzane przez pszczoły. Pyłek mniszka ma dla pszczół przeciętne wartości odżywcze. Obnóże z nektarem i pyłkiem pochodzącym z mniszka ma charakterystyczną, pomarańczową barwę. W niektórych obszarach, zwłaszcza górskich (np. w Szwajcarii), mniszek jest główną rośliną miododajną.

### Roślina pastewna
Świeża roślina stanowi wartościowe pożywienie dla zwierząt hodowlanych, przy czym szczególnie chętnie mniszek zjadany jest przez króliki i drób. W klasyfikacji roślin pastewnych zaliczany jest do ziół pastewnych, jednak mimo swego potencjału często jest nie tylko niewykorzystywany, ale też traktowany jako chwast. Tymczasem pasza z mniszkiem uważana jest za wartościową, zwłaszcza przy wczesnym użytkowaniu. Jest posilna, łatwostrawna i dietetyczna. Ziele mniszka polepsza smak paszy, reguluje trawienie i zapobiega nadmiernym gazom i kolce u zwierząt. W sianie udział mniszka jest zwykle mały ze względu na dużą zawartość wody w roślinie i niski wzrost. Mniszek jest też ceniony na pastwiskach ze względu na odporność na suszę oraz zarastanie luk w poroście wartościowych traw. Wadą mniszka jest wypieranie podstawowych roślin pastewnych – traw i koniczyn i to, że ze względu na sposób wzrostu tylko częściowo daje się zgryzać. W gospodarce łąkowo-pastwiskowej ocenia się, że zagęszczenie mniszka wynoszące do 200–300 roślin na 1 m2 jest „akceptowalne”.

### Bioindykator
Roślina ze względu na swoje powszechne występowanie na terenach w znacznym stopniu zmienionych przez człowieka może być wykorzystywana do monitorowania poziomu skażenia gleb toksycznymi pierwiastkami. Analizy zawartości Br, Cu, Mn i Pb w liściach pozwalają stwierdzić korelację między zawartością pierwiastków w roślinie a poziomem antropogenicznego zanieczyszczenia terenu. Zarówno Cu, jak i As, Cd, Cr, Fe, Hg, Ni, Sb, Se, Ti, V i Zn były kumulowane w roślinie proporcjonalnie do poziomu zanieczyszczenia środowiska. Roślina jest łatwa do zidentyfikowania a pobieranie prób proste i tanie. Zdolność kumulacji dotyczy zarówno pierwiastków będących mikroelementami, jak i pierwiastków toksycznych, niepełniących funkcji biologicznych. Zawartość Cd, Cr, Mn i Ni może być oznaczana w liściach lub korzeniach, a statystyczna zależność pomiędzy stężeniami jest zachowana.
W ocenie gleb łąkowych mniszek pospolity jest rośliną wskaźnikową dla gleb dobrych, czynnych i zasobnych, ale też może być wskaźnikiem przepasienia (nadmiernej obsady pastwiska).

### Inne zastosowania

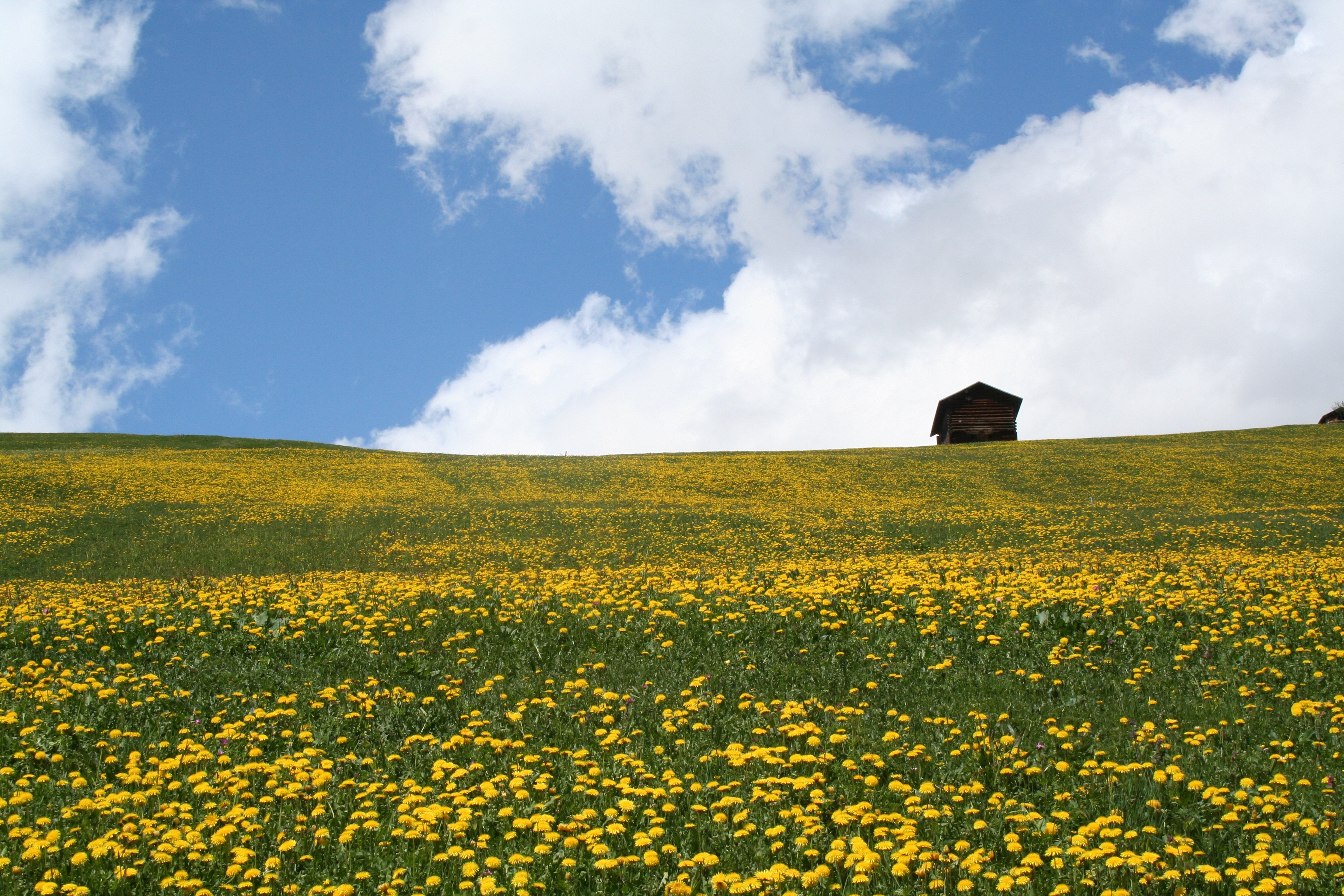
W maju masowo kwitnące mniszki istotnie mogą wpływać na krajobraz

- Mniszek pospolity jest wykorzystywany jako roślina kosmetyczna – stanowi dodatek do niektórych kremów przeznaczonych do pielęgnacji skóry suchej i starzejącej się[81].
- Wyciąg lub odwar wodny ze zmiażdżonego ziela mniszka wykorzystywany jest w rolnictwie biodynamicznym, np. do biologicznego zwalczania mszyc[115]. W tym celu 40–45 g zmiażdżonego ziela mniszka zalewa się wiadrem wody i po kilku godzinach odcedza. Można też zrobić odwar. Tak przyrządzony roztwór można rozpylać opryskiwaczem lub kropidłem[115].
- Kwiaty mniszka bywają używane do dekoracji stołu oraz jako składnik bukietów[81], a także do plecenia wianków[121][122].
- Przynajmniej niektóre drobne gatunki mają zdolność do kumulowania ołowiu w liściach, a tym samym mogą służyć do oczyszczania skażonej gleby[7].
- Ze względu na dużą rozpoznawalność, łatwość pozyskiwania materiału i dostępność przez cały sezon wegetacyjny mniszek pospolity jest przydatny w doświadczeniach przeprowadzanych w ramach zajęć dydaktycznych dla uczniów i studentów. Materiał roślinny umożliwia przeprowadzanie doświadczeń prezentujących kiełkowanie, pomiar potencjału wodnego, geotropizm, wpływ auksyn na rozwój rośliny, morfologię, a także budowę anatomiczną organów i komórek[123][124]. Kwitnienie mniszka rejestrowane było w kalendarzach fenologicznych (patrz fenologia)[125].
- Z korzeni można pozyskać barwnik karmazynowo-brązowy[126].
- Także z korzeni pozyskiwać można lateks naturalny, jednak jest on niskiej jakości[126].

## Uprawa

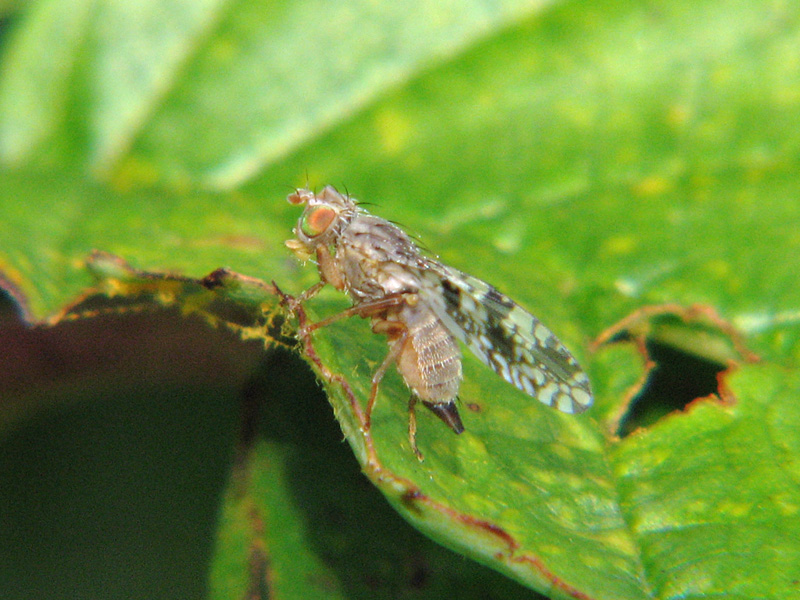
Owad dojrzały Tephritis leontodontis. Gąsienice tego gatunku są istotnym szkodnikiem upraw mniszka.

Mniszek pospolity uprawiany był w celu pozyskiwania korzeni na potrzeby przemysłu spożywczego. Korzenie wykorzystywane były analogicznie do korzeni cykorii – do wyrobu kawy konserwowej i innych przetworów. W drugiej połowie XX wieku uprawy dostarczały już w zasadzie tylko surowca zielarskiego.
Wymagania, zabiegi pielęgnacyjne i zbiórMniszek uprawia się w glebie głębokiej i żyznej, najlepiej w drugim roku po nawożeniu obornikiem. Gleby kwaśne należy zwapnować przed orką zimową. Zarówno przed siewem, jak i w drugim roku uprawy glebę należy zasilić nawozami mineralnymi. W ramach pielęgnacji zaleca się tylko oplewianie uprawy i zwalczanie szkodników. Zaleca się także usuwanie kwiatostanów w celu niedopuszczania do rozsiania się mniszka. Korzenie zbiera się jesienią w drugim roku uprawy. Uzyskuje się plon wynoszący około 2 t korzeni z hektara. Korzenie wydobywa się widłami lub pługiem, dokładnie oczyszcza, odcina część nadziemną rośliny i suszy.
RozmnażanieMniszka rozmnaża się z nasion wysiewanych jesienią lub wiosną do rozsadnika, skąd w maju rozsadza się młode rośliny na polu. Rozsady stosuje się dla odmian silnie rosnących, które sadzi się w więźbie od 40×40 do 60×60 cm. Można też siać nasiona wprost do gruntu wczesną wiosną lub w miejscu po wczesnych zbiorach, tj. w drugiej połowie sierpnia. Nasiona siane do gruntu wysiewa się w rzędy co 40 cm, zużywając ich ok. 5 kg na 1 ha. Nasiona przechowywane nawet przez 9 miesięcy w temperaturze 4 °C w niewielkim stopniu tracą zdolność kiełkowania. Przechowywanie w temperaturze pokojowej (25 °C) prowadzi do znacznej utraty zdolności kiełkowania już po 3 miesiącach. Brak dostępu światła oraz niska temperatura prowadzi do nierównomiernych wschodów, dlatego optymalną głębokością siewu jest 0–1 cm. Przyklepanie nasion po wysiewie zapobiega ich wywiewaniu. Rośliny mogą być także rozmnażane przez sadzonki korzeniowe. Najwyższy stopień przeżycia uzyskiwano przy wysadzaniu sadzonek w lipcu (60–100%), przy czym duży wpływ na przeżycie mają warunki pogodowe. Umieszczenie korzenia w orientacji innej niż normalna wydłuża czas regeneracji. Optymalna głębokość sadzenia to nie więcej niż 10 cm. Sadzonki wysadzane we wrześniu ulegały regeneracji po średnio 20 dniach. Zdolność regeneracji zależy od wielkości wysadzanych fragmentów korzeni. Zbyt małe sadzonki mają niewielkie szanse na regenerację.
Choroby i szkodnikiGatunek wykazuje się wysoką odpornością na szkodniki i patogeny. Ważnym mechanizmem obronnym jest wysoka aktywność oksydazy polifenolowej. Do nielicznych bakterii wywołujących choroby u mniszka należą: Pseudomonas syringae i Agrobacterium tumefaciens. Znanych jest ponad 20 wirusów infekujących T. officinale i wywołujących choroby o różnych objawach. W przenoszeniu wirusów często uczestniczą mszyce oraz nicienie. Spośród owadów dokuczliwym szkodnikiem w uprawach mniszka mogą być gąsienice Tephritis leontodonis. Na roślinach tych żeruje wielożerna mszyca brzoskwiniowo-ziemniaczana (Myzus persicae) oraz dwa gatunki monofagów – mszyca mniszkowa (Dactynotus taraxaci) i mniszkowo-korzeniowa (Aphis taraxacicola). Na korzeniach żerują miodownicowate – Trama troglodytes i Trama rara. Z chorób grzybowych zagrożenie stanowi mączniak Erysiphe cichoriacearum oraz rdze.

## Zwalczanie

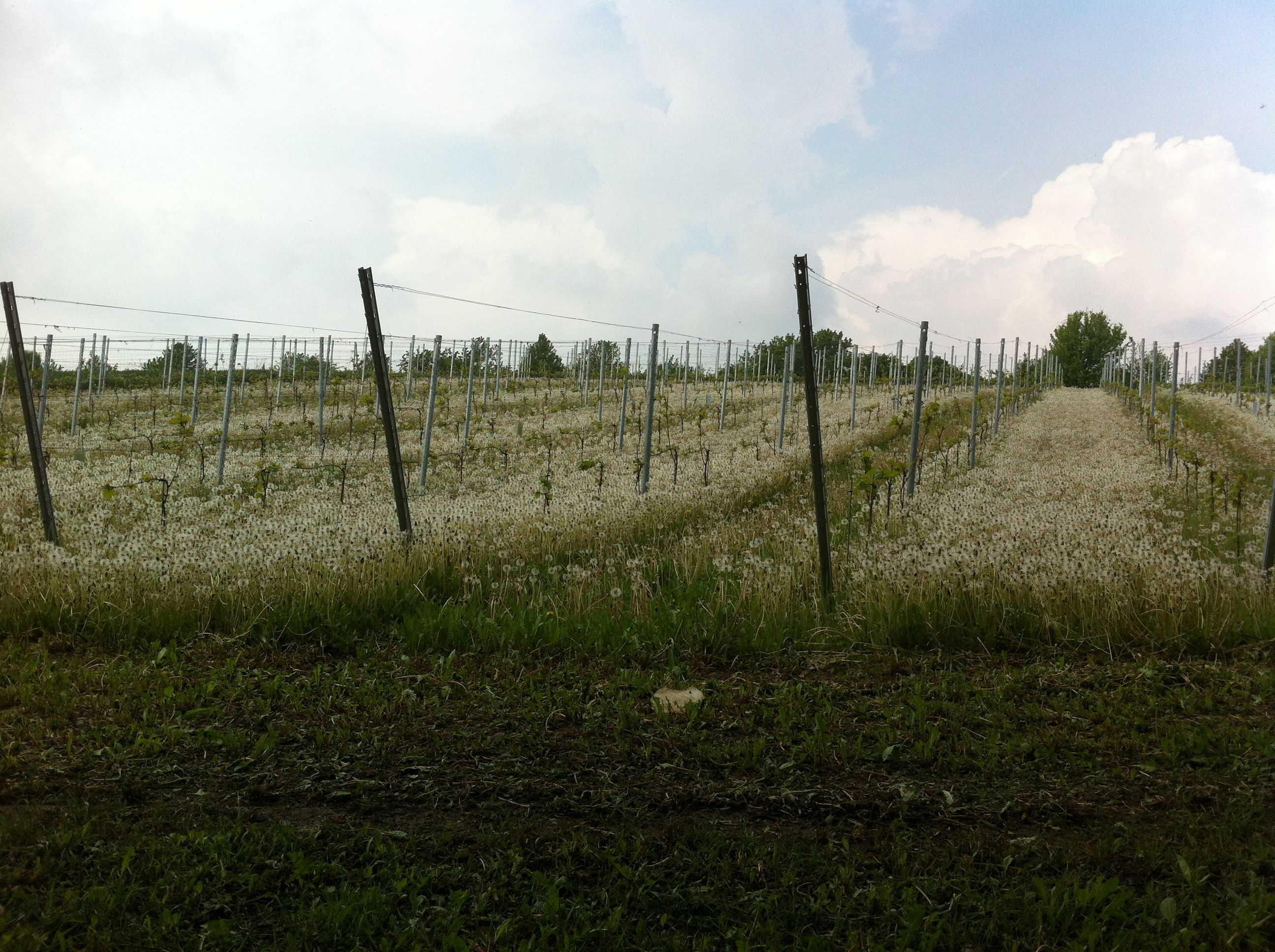
Winnica zarośnięta mniszkiem

Mniszek pospolity jest uciążliwym chwastem na trawnikach, polach golfowych, placach sportowych itp. Na niewielkich powierzchniach zalecane jest zwalczanie mechaniczne, przy czym ze względu na zdolność do regeneracji, trzeba starać się usuwać rośliny wraz z korzeniem palowym, co najlepiej robić za pomocą długich szpikulców (także specjalistycznych, przeznaczonych do zwalczania tego gatunku) lub wideł. Zabieg taki przy okazji napowietrza trawnik. Na większych powierzchniach i przy silniejszym zachwaszczeniu zaleca się stosowanie herbicydów niszczących chwasty dwuliścienne.
W uprawach polowych mniszek jest chwastem pojawiającym się masowo zwłaszcza w uprawach założonych w miejscu wcześniejszej uprawy lucerny. W celu jego zwalczania ściernisko zaleca się przeorać pługiem zaopatrzonym w przedpłużek, który umieszcza korzenie mniszka na dnie bruzdy. Można też zwalczać mniszka w uprawach traw i na trawnikach opryskując rośliny przed kwitnieniem herbicydami do roślin dwuliściennych. Wschody mniszka można niszczyć podorywką i bronowaniem. Ze względu na brak trwałego glebowego banku nasion, chwast pojawia się w uprawach po owocowaniu i rozproszeniu nasion. Dlatego lepsze efekty daje zastosowanie herbicydów jesienią (działa wówczas zarówno na rośliny dorosłe, jak i tegoroczne siewki mniszka). Wiosną chwasty wyrastają zarówno z nasion, jak i korzeni będących organem przetrwalnikowym. Do biologicznego zwalczania mniszka w uprawach może być wykorzystany Pseudomonas syringae pv. tagetis. Badania potwierdzają również możliwość zwalczania mniszka poprzez zastosowanie patogenów grzybiczych z rodzajów Sclerotinia i Phoma.
Wśród sadowników mniszek pospolity jest także traktowany jako chwast. Często starają się oni kosić kwitnące rośliny, aby nie tworzyły konkurencji dla uprawianych drzew owocowych, poprzez dostarczanie pszczołom alternatywnych źródeł pokarmu. Badania w sadach jabłoni w Kanadzie nie potwierdzają potrzeby stosowania tego rodzaju zabiegów. Pyłek z T. officinale stanowił tylko 0,1–3% pyłku zbieranego przez pszczoły w sadzie. Podobnie sporadycznie pszczoły miodne odwiedzały kwiaty mniszka podczas kwitnienia grusz w sadzie na Węgrzech.
Istotnie szkodliwe znaczenie gospodarcze może mieć mniszek pospolity jako rezerwuar wielu wirusów będących patogenami roślin uprawnych, przenoszonych przez owady i nicienie.

## Obecność w kulturze

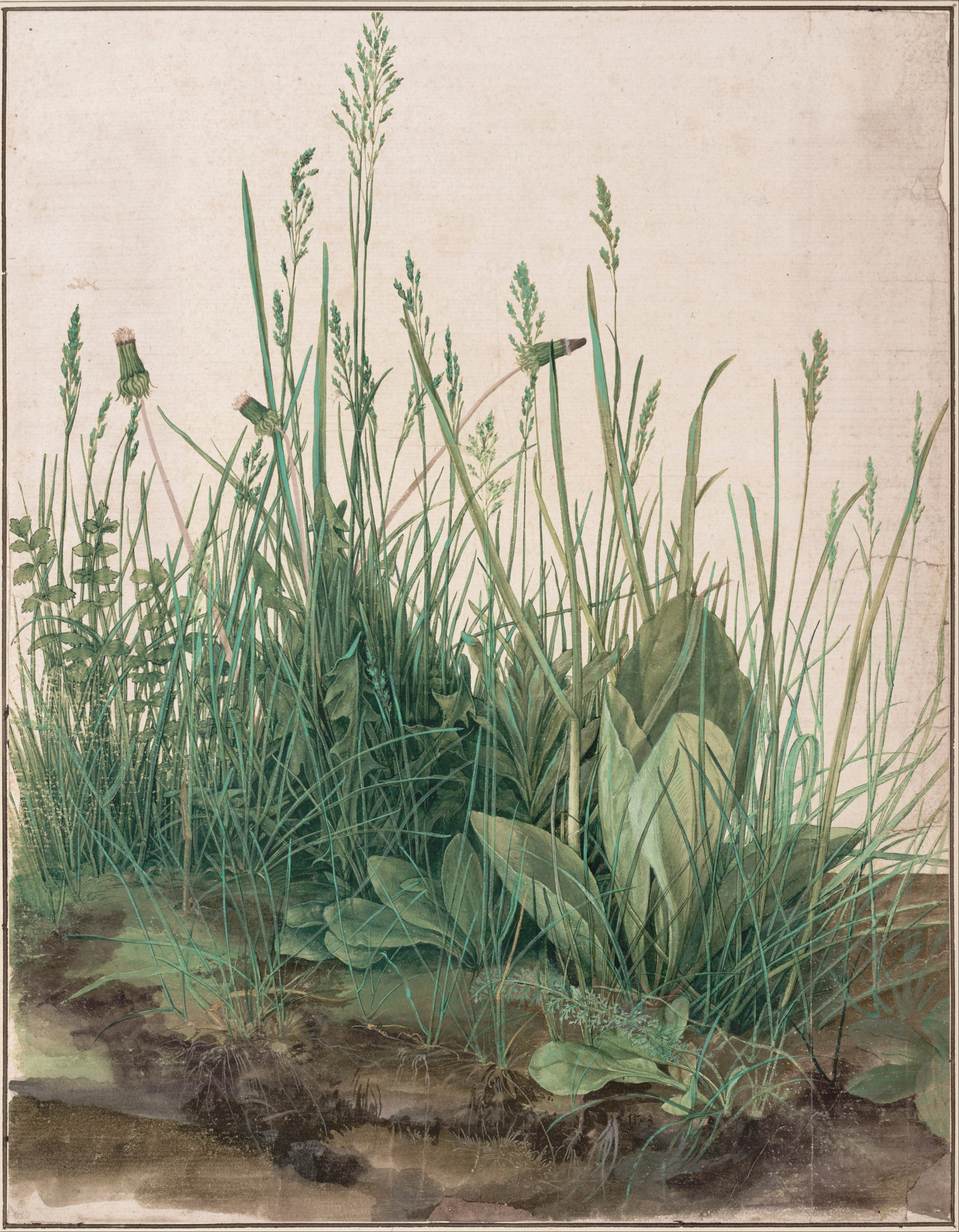
Mniszek lekarski na obrazie Albrechta Dürera pt. „Kępa trawy” (1503)

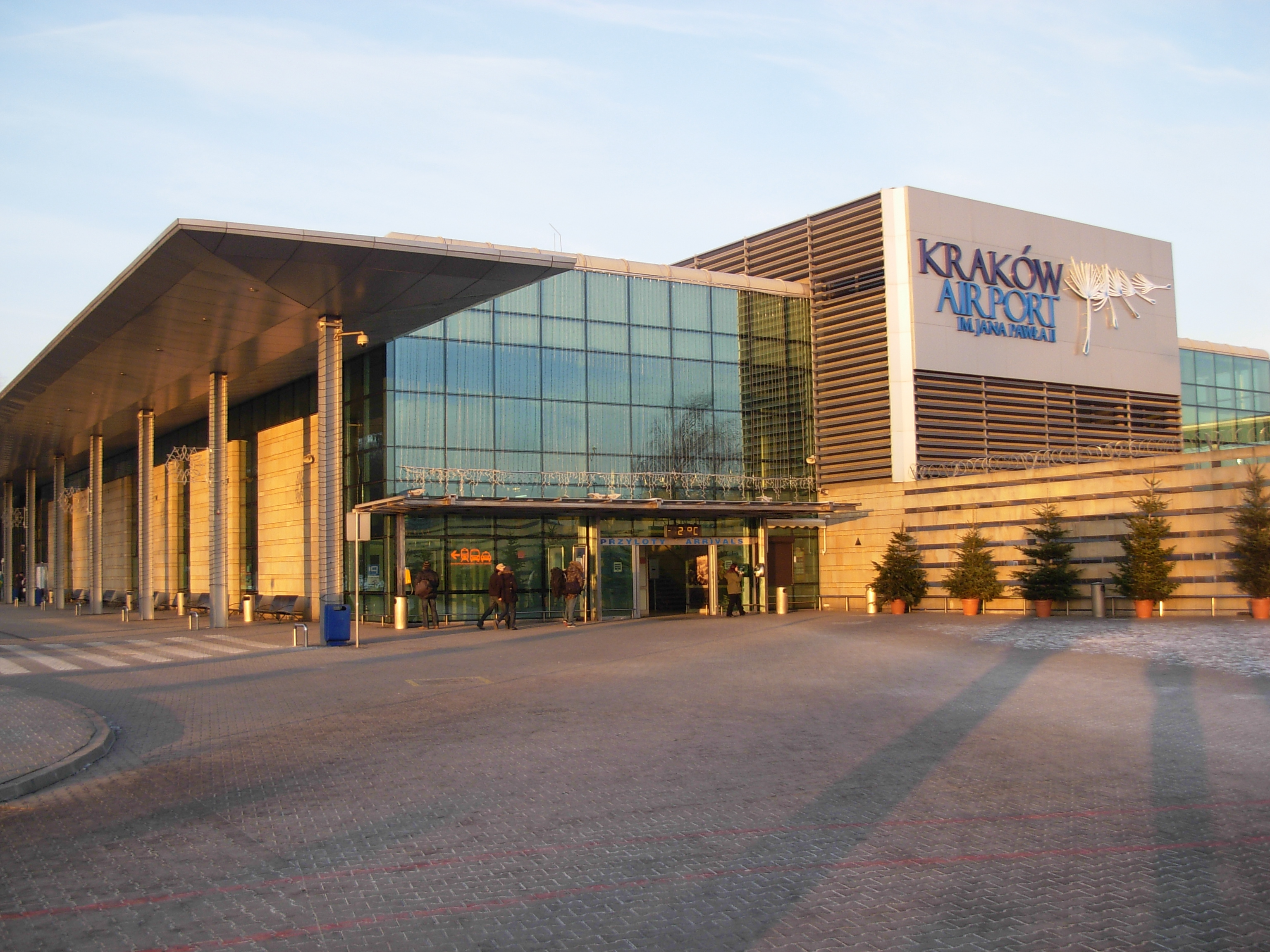
Dmuchawce w logo lotniska Kraków-Balice
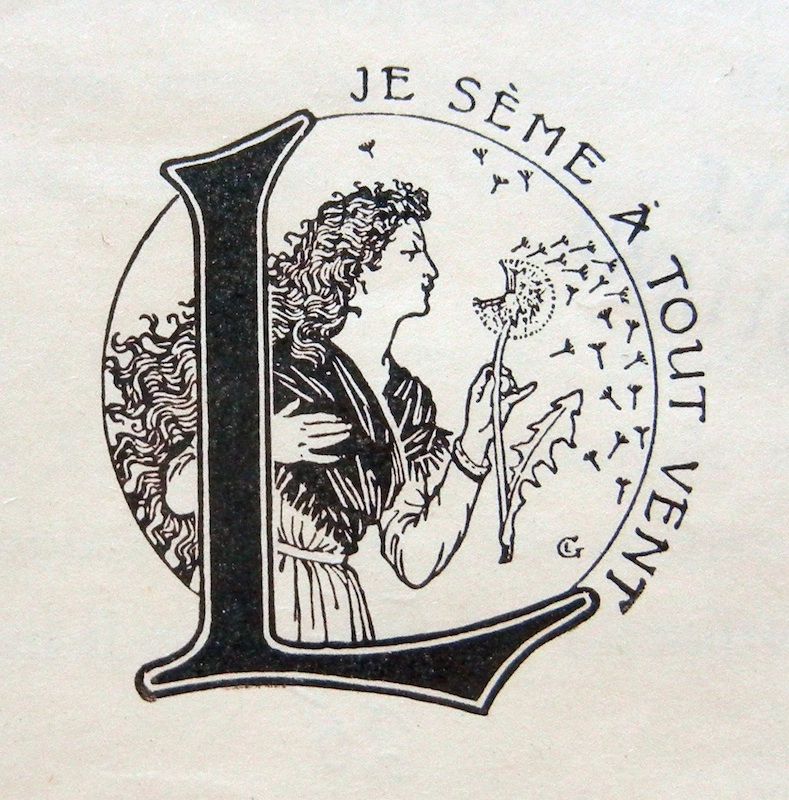
Logo wydawnictwa Larousse

Zdmuchiwanie owoców mniszka jest popularną zabawą dziecięcą, nierzadko towarzyszy jej przy tym intencja spełnienia jakiegoś życzenia lub wróżby. Mniszek lekarski jest popularną rośliną służącą do wyplatania wianków.
Okazy mniszka, z kwiatami i owocami, a często jedynie same liście tej rośliny, przedstawione bardzo ozdobnie w stylizacji przypominającej liście akantu, występują kilkakrotnie w tle malarskim scen w ołtarzu Wita Stwosza w Kościele Mariackim w Krakowie (m.in. w scenach Hołdu Trzech Króli oraz Spotkania  Chrystusa z Magdaleną w ogrodzie). Roślina ta zresztą, głównie ze względu na kształt liści, wielokrotnie pojawia się w twórczości europejskich malarzy i rytowników późnego średniowiecza i renesansu. Występuje m.in. w tle obrazu Spotkanie Chrystusa z Magdaleną w ogrodzie Jacoba Cornelisza z Amsterdamu z 1507 r. oraz u stóp św. Jana Ewangelisty na Patmos Hansa Burgkmaira starszego z 1518 r.
Owoce mniszka symbolizujące ideę wznoszenia się i nieograniczonych możliwości wykorzystane zostały w logo portu lotniczego Kraków-Balice. Obecne są także w logotypie wydawnictwa Larousse. Przypisywano także dmuchawcom symbolizowanie niestałości męskich uczuć.
Mniszek pospolity jest jedną z roślin, należących do tzw. gorzkich ziół, które Żydzi spożywają w okresie Paschy. Wymieniony jest w Misznie. W Izraelu rośnie jeszcze jeden gatunek mniszka – Taraxacum cypricum, ale występuje on tylko w miejscach wilgotnych i górzystych, ponadto Żydzi żyją w rozproszeniu w różnych miejscach na świecie, stąd też. F. N. Hepper proponuje, by za roślinę biblijną uważać kosmopolitycznego mniszka pospolitego. W Biblii mniszek symbolizować ma zgryzotę.
Poradniki ezoteryczne przypisują mniszkowi magiczne właściwości. Wykorzystywany może być do wróżenia (po dmuchnięciu w owoce liczba pozostałych na szypułce równać ma się liczbie pozostałych lat życia dmuchającego), wzmagać ma moce psychiczne spożywany w formie herbatek, wysuszone kwiaty umieszczone w poduszce lub pod nią wyostrzać mają marzenia senne. W języku (mowie) kwiatów oznaczać ma absurdalność, zbytnią pretensjonalność. W chińskiej symbolice kwiatowej mniszek oznacza ochronę, dobre zdrowie i pieniądze.
W rosyjskiej kulturze ludowej funkcjonuje przysłowie meteorologiczne mówiące, że gdy mniszek zwija swój koszyczek, zbiera się na deszcz.
W 1957 r. Ray Bradbury napisał opartą na wspomnieniach z dzieciństwa powieść Dandelion Wine (Mniszkowe wino; w polskim przekładzie Anny Przedpełskiej-Trzeciakowskiej Słoneczne wino). W roku 1971 astronauci załogi Apollo 15, chcąc upamiętnić tę powieść, nadali jednemu z kraterów uderzeniowych Księżyca nazwę Dandelion Crater.
W roku 1966 zespół The Rolling Stones nagrał (wydaną w 1967) piosenkę „Dandelion” (powszechna angielska nazwa mniszka lekarskiego).